# انواع خازن

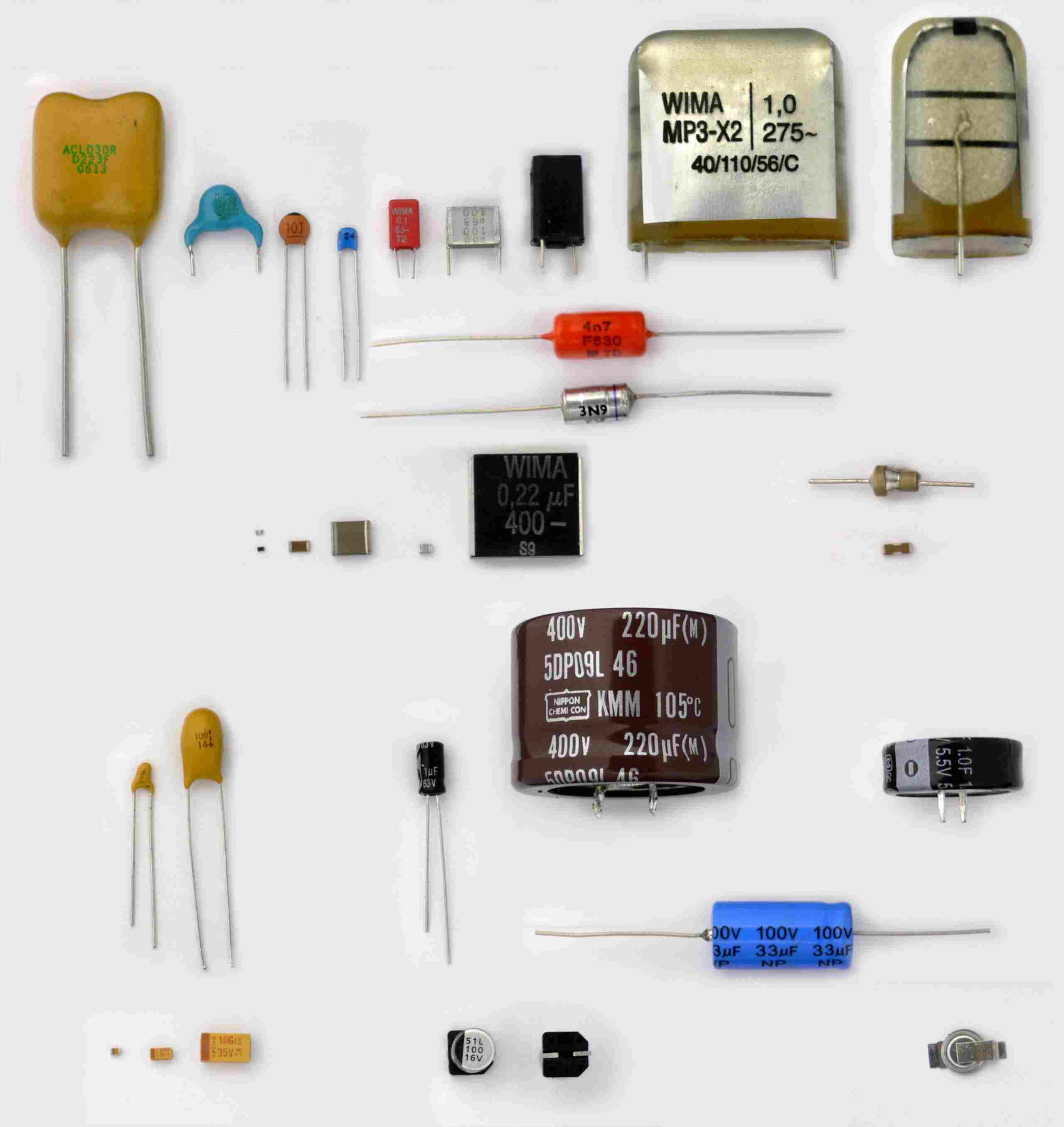
برخی از خازن‌های مختلف برای تجهیزات الکترونیکی

خازن‌ها به اشکال مختلف، سبک، طول، ابعاد و از بسیاری از مواد تولید می‌شوند. همه آنها حداقل دارای دو رسانای الکتریکی به نام «صفحات» هستند که توسط یک لایه نارسانا به نام دی‌الکتریک از هم جدا شده‌اند. خازن‌ها به عنوان بخشی از مدارهای الکتریکی در بسیاری از وسایل برقی رایج مورد استفاده قرار می‌گیرند.

## نکات کلی

### نظریه ساختار مرسوم

یک ماده دی‌الکتریک بین دو صفحه رسانا (الکترود)، هر یک مساحت A و با فاصله d قرار می‌گیرد.

خازن C با مساحت صفحات A و با گذردهی ε از ماده دی‌الکتریک افزایش می‌یابد و با فاصله جداسازی صفحات d کاهش می‌یابد.
تقریباً تمام خازن‌های صنعتی مرسوم به جز برخی از انواع خاص مانند «خازن‌های توگذر»، حتی اگر الکترودهای آن‌ها و دی‌الکتریک بین آن‌ها پیچیده یا لوله شده باشد، به‌صورت «خازن صفحه‌ای» ساخته‌شده‌اند. فرمول خازن برای خازن‌های صفحه‌ای:
{\displaystyle C={\frac {\varepsilon A}{d}}} .
خازن C با مساحت A صفحات و با گذردهی ε از ماده دی الکتریک افزایش می‌یابد و با فاصله جداسازی صفحه d کاهش می‌یابد.

### نظریه ساختار الکتروشیمیایی

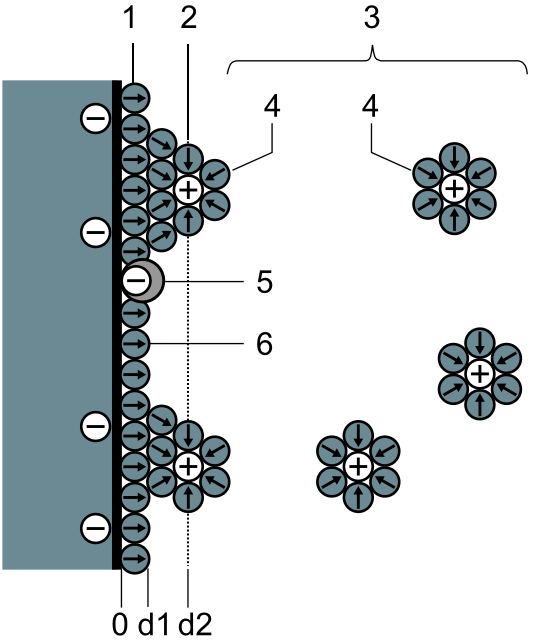
طرح‌واره خازن دو لایه.
1. لایه هلمهولتز داخلی IHP
2. لایه هلمهولتز بیرونی
3. لایه نفوذی
4. یون‌های حل شده
5. به‌طور خاص یون‌های جاذب (ظرفیت‌نما)
6. مولکول حلال.

- ذخیره‌سازی الکترواستاتیک در لایه‌های دوگانه هلمهولتز در رابط فاز بین سطح الکترودها و الکترولیت (ظرفیت دولایه). و
- الکتروشیمیایی ذخیره‌سازی دست آمده توسط یک القائی الکترون انتقال بار به‌طور خاص یون جذب سطحی شده با واکنش اکسایش-کاهش (شبه‌ظرفیت). برخلاف باتری‌ها، در این واکنش‌ها، یون‌ها بدون ایجاد یا شکستن پیوندهای شیمیایی، به سادگی به ساختار اتمی الکترود می‌چیند و هیچگونه تغییرات شیمیایی به‌طور ناچیز کوچک در ایجاد شارژ/ دشارژ دخیل نیست.

### خازن‌های متداول و نام آن‌ها
متداول‌ترین انواع خازن‌ها عبارتند از:
- خازن های سرامیکی یک دی الکتریک سرامیکی دارند.
- خازن های فیلم و کاغذی برای دی‌الکتریک خود نام گذاری شده‌اند.
- خازنهای الکترولیتی آلومینیوم، تانتالوم و نیوبیوم به دلیل استفاده از ماده مورد استفاده به عنوان آند و ساخت کاتد (الکترولیت) نامگذاری شده‌اند
- خازن‌های پلیمری خازن‌های الکترولیتی آلومینیومی، تانتالوم یا نیوبیوم با پلیمر رسانا به عنوان الکترولیت هستند
- ابرخازن نام خانوادگی برای:
  - خازن‌های دولایه برای پدیده فیزیکی دولایه هلمهولتز نامگذاری شده‌اند
  - خازن‌نماها به دلیل توانایی ذخیره انرژی الکتریکی به صورت الکتروشیمیایی با انتقال-بار فارادیک برگشت‌پذیر نامگذاری شدند
  - خازن‌های دورگه برای افزایش چگالی توان، خازن‌های دولایه و خازن‌نماها را ترکیب می‌کنند
- میکا نقره، شیشه، سیلیکون، هوا و خازن‌های خلاء برای دی‌الکتریک‌شان نامگذاری شده‌اند.

علاوه بر انواع خازن نشان داده شده در بالا، که نام خود را از توسعه تاریخی گرفته‌اند، خازن‌های منفرد بسیاری وجود دارند که بر اساس کاربرد آنها نامگذاری شده‌اند. آنها عبارتند از:
- خازن‌های قدرت، خازن‌های موتوری، خازن‌های پیوند-DC خازن‌های سرکوبگر، خازنهای تقاطعی صوتی، خازنهای بالاست روشنایی، خازن‌های اسنابر، خازن‌های تزویج، واتزویج (به انگلیسی: decoupling) یا کنارگذر کننده (به انگلیسی: bypassing).

اغلب، بیش از یک خانواده خازن برای این کاربردها استفاده می‌شود، به عنوان مثال سرکوبش تداخل می‌تواند از خازن‌های سرامیکی یا خازن‌های فیلم استفاده کند.

### دی‌الکتریک‌ها

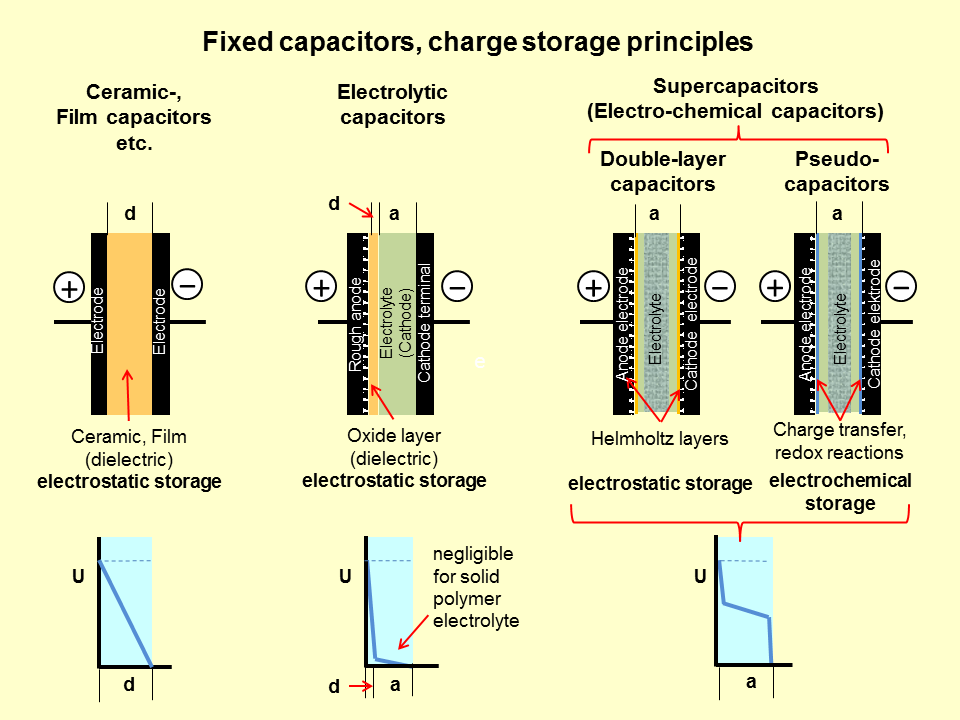
اصول ذخیره‌سازی بار انواع خازن‌های مختلف و توالی ولتاژ ذاتی آن‌ها

متداول‌ترین دی‌الکتریک‌ها عبارتند از:
- سرامیک
- پوسته یا فیلم‌های پلاستیکی
- لایه اکسید روی فلز (آلومینیوم، تانتالوم، نیوبیوم)
- مواد طبیعی مانند میکا، شیشه، کاغذ، هوا، SF6، خلاء

همه آنها بار الکتریکی خود را بصورت ایستا درون یک میدان الکتریکی بین دو الکترود (موازی) ذخیره می‌کنند.
مهم‌ترین پارامترهای ماده دی‌الکتریک‌های مختلف استفاده‌شده و ضخامت لایه-هلمولتز در جدول زیر آورده شده‌است.
پارامترهای کلیدی
| دی‌الکتریک                         | گذردهی نسبی در ۱ کیلوهرتز (kHz) | بیشینه/ تحقق یافته. استقامت دی‌الکتریک V/µm | حداقل ضخامت دی‌الکتریک µm     |
| --------------------------------- | ------------------------------- | ------------------------------------------ | ---------------------------- |
| پاراالکتریک                       | ۱۲–۴۰                           | < ۱۰۰(?)                                   | ۱                            |
| فروالکتریک                        | ۲۰۰–۱۴٬۰۰۰                      | < ۳۵                                       | ۰٫۵                          |
| پلی پروپیلن (PP)                  | ۲٫۲                             | ۶۵۰/۴۵۰                                    | ۱٫۹ – ۳٫۰                    |
| پلی اتیلن، ترفتلت، پلی استر (PET) | ۳٫۳                             | ۵۸۰/۲۸۰                                    | ۰٫۷–۰٫۹                      |
| پلی فنیلن سولفید (PPS)            | ۳٫۰                             | ۴۷۰/۲۲۰                                    | ۱٫۲                          |
| پلی اتیلن نفتلت (PEN)             | ۳٫۰                             | ۵۰۰/۳۰۰                                    | ۰٫۹–۱٫۴                      |
| پلی تترا فلورواتیلن (PTFE)        | ۲٫۰                             | ۴۵۰(?)/۲۵۰                                 | ۵٫۵                          |
| کاغذ                              | ۳٫۵–۵٫۵                         | ۶۰                                         | ۵–۱۰                         |
| اکسید آلومینیومAl2O3              | 9,6                             | ۷۱۰                                        | < 0.01 (6.3 V) < 0.8 (450 V) |
| پنت اکسید تانتالومTa2O5           | 26                              | ۶۲۵                                        | < 0.01 (6.3 V) < 0.08 (40 V) |
| نیوبیوم پنتوکسید، Nb2O5           | ۴۲                              | ۴۵۵                                        | < 0.01 (6.3 V) < 0.10 (40 V) |
| هلمهولتز دو-لایه                  | -                               | ۵۰۰۰                                       | < 0.001 (2.7 V)              |
| خلاء                              | ۱                               | ۴۰                                         | -                            |
| هوا                               | ۱                               | ۳٫۳                                        | -                            |
| شیشه                              | ۵–۱۰                            | ۴۵۰                                        | -                            |
| میکا                              | ۵–۸                             | ۱۱۸                                        | ۴–۵۰                         |

یک نگاه کوتاه به عددهای جدول بالا توضیحاتی در مورد برخی حقیقت‌های ساده ارائه می‌دهد:
- ابرخازن‌ها به دلیل اصول ذخیره‌سازی بار ویژه خود، بیشترین چگالی ظرفیت را دارند
- خازن‌های الکترولیتی نسبت به ابررساناها از چگالی ظرفیت کمتری برخوردار هستند اما بیشترین میزان تراکم خازن‌های معمولی به دلیل دی الکتریک نازک را دارند.
- خازن‌های سرامیکی کلاس ۲ از مقدار ظرفیت خازنی بسیار بالاتری نسبت به خازن‌های کلاس ۱ به دلیل تراکم‌پذیری بسیار بالاترشان برخوردار هستند.
- خازن‌های پوسته‌ای با مواد مختلف پوسته پلاستیکی خود دارای یک توزیع کوچک در ابعاد برای مقدار یک مقدار ظرفیت / ولتاژ مشخص شده از یک خازن پوسته‌ای هستند زیرا حداقل ضخامت پوسته دی‌الکتریک بین مواد پوسته متفاوت است.

### محدودهٔ ظرفیت و ولتاژ
ظرفیت از پیکوفراد تا بیش از صدها فاراد متغیر است. نرخ‌بندی ولتاژ می‌تواند به ۱۰۰ کیلوولت می‌رسد. به‌طور کلی، ظرفیت و ولتاژ با اندازه و هزینه فیزیکی در ارتباط است.

### کوچک‌سازی

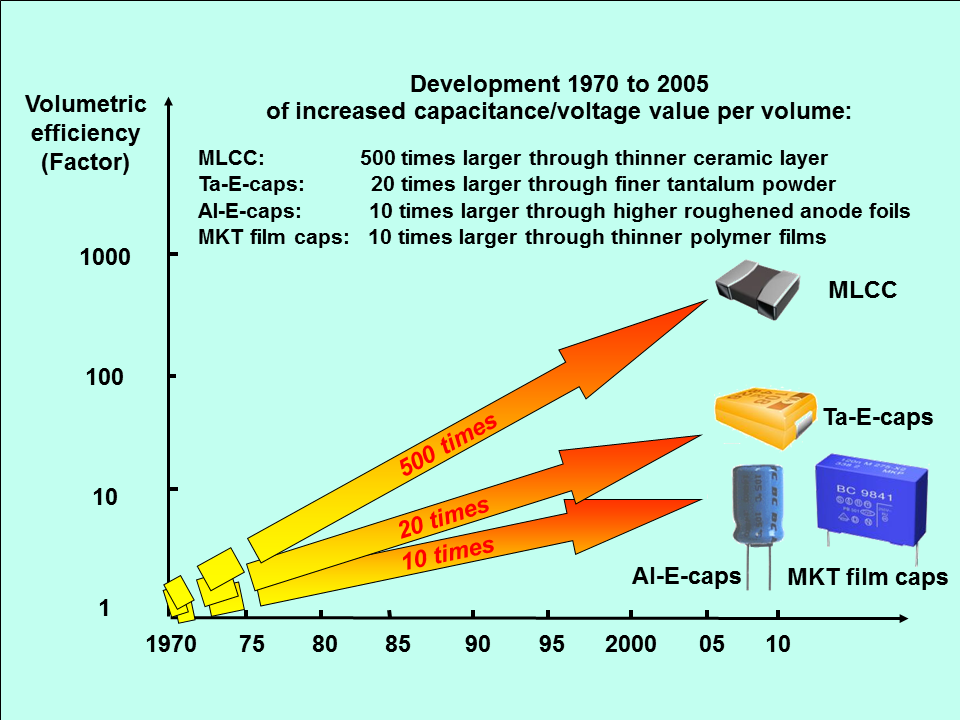
بازدهی حجمی خازن از ۱۹۷۰ تا ۲۰۰۵ افزایش یافته‌است (برای بزرگنمایی کلیک کنید)

همان‌طور که در سایر زمینه‌های الکترونیک، بازدهی حجمی کارایی عملکرد الکترونیکی در واحد حجم را اندازه‌گیری می‌کند. برای خازنها، بازدهی حجمی با "ضرب CV" اندازه‌گیری می‌شود، که با ضرب ظرفیت (C) با حداکثر نرخ ولتاژ (V)، تقسیم بر حجم محاسبه می‌شود. از ۱۹۷۰ تا ۲۰۰۵، بازده حجمی (به انگلیسی: volumetric) به طرز چشمگیری بهبود یافته‌است. 

کوچک سازی خازن ها
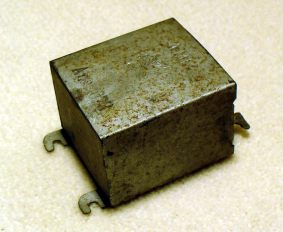
خازن کاغذ پشته‌شده (خازن بلوکی) از سال ۱۹۲۳ برای جداسازی نویز (بلاک) در خطوط تلگراف
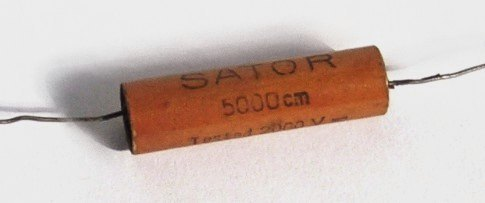
خازن کاغذ فلزیده‌شده از اوایل دهه ۱۹۳۰ در جعبه کاغذ سخت، مقدار ظرفیت خازن مشخص شده در "سانتی‌متر" در یکاهای سی‌جی‌اس. ۵۰۰۰ سانتی‌متر با ۰٫۰۰۵۶ میکروفاراد مطابقت دارد.
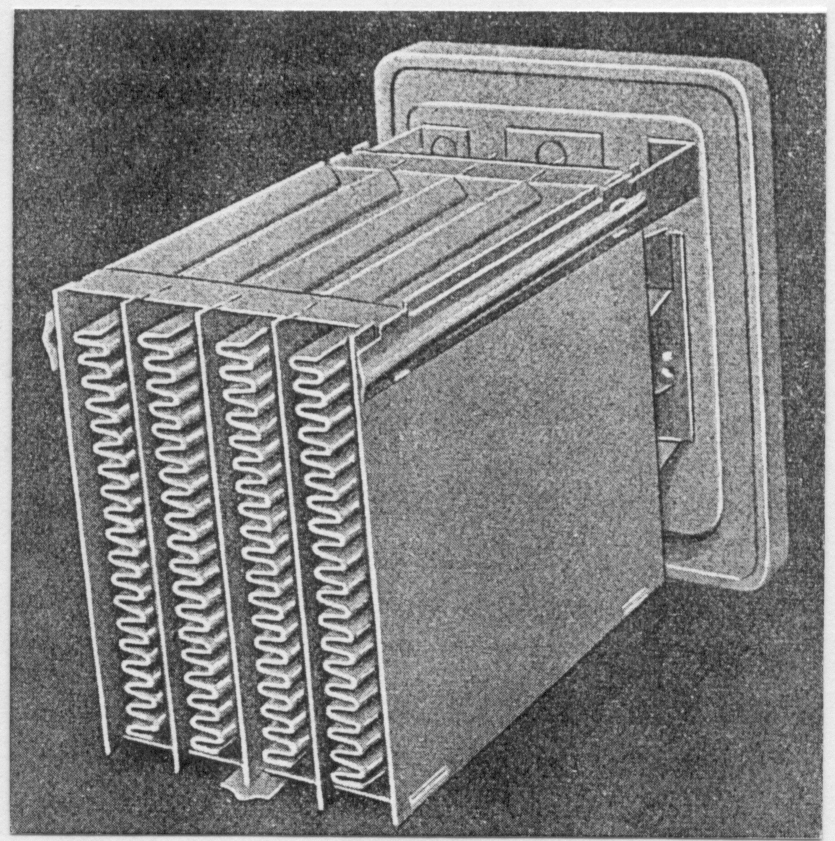
خازن الکترولیتی آلومینیومی مرطوب تاشده، سیستم بل ۱۹۲۹، نمای روی آند تاشده، که در محفظه مربعی (نشان داده نشده) پر از الکترولیت مایع نصب شده بود.
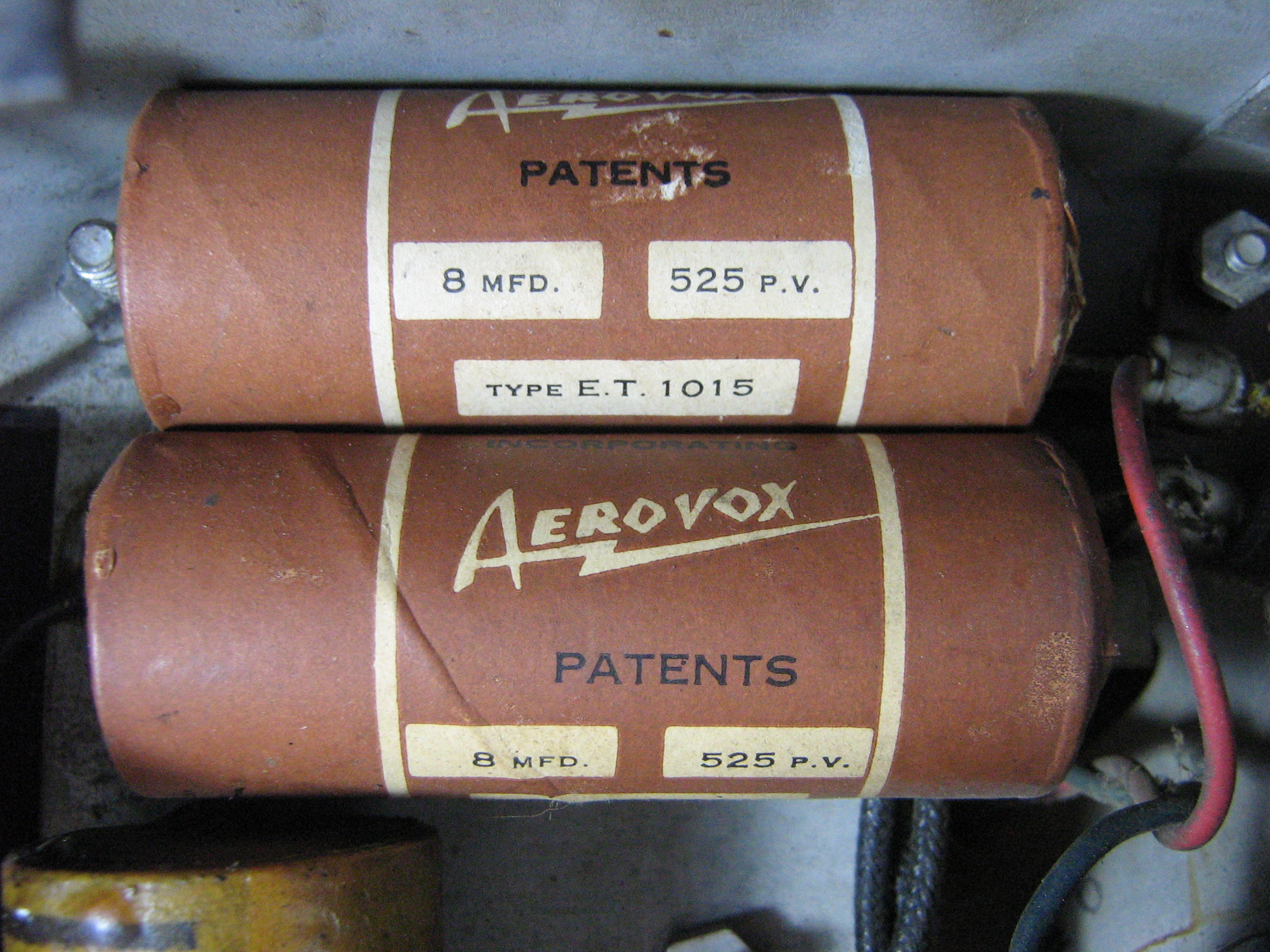
دو خازن‌های الکترولیتی آلومینیومی مرطوب ۸ میکروفاراد، ۵۲۵ ولتی  را در محفظه کاغذی که با قیر در یک رادیو دهه ۱۹۳۰ آب‌بندی شده بود، پیچید.

### محدوده همپوشانی کاربردها
این خازن‌های منحصر به فرد می‌توانند مستقل از وابستگی خود به نوع خازن نشان داده شده در بالا، کارکرد خود را انجام دهند، به طوری که گستره وسیعی از کاربردهای بین انواع مختلف خازن وجود دارد.

## انواع و سبک‌ها

### خازن‌های سرامیکی

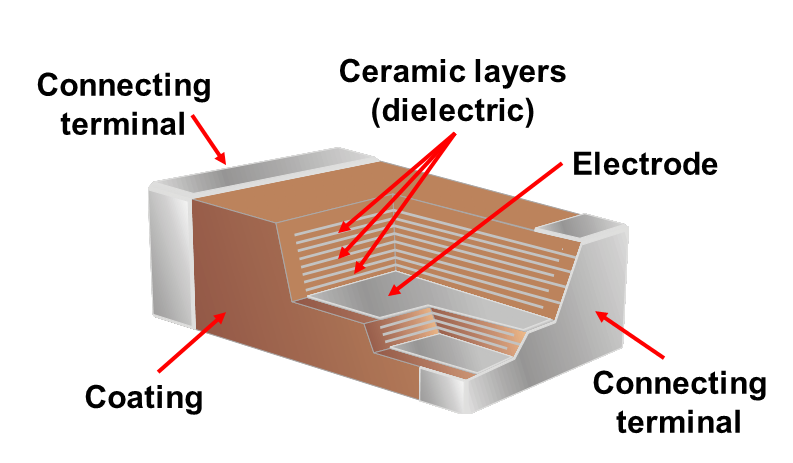
ساختمان خازن سرامیکی چندلایه

خازن سرامیکی یک خازن ثابت غیرقطبیده است که از دو یا چند لایه متناوب از سرامیک و فلز ساخته شده‌است و در آن مواد سرامیکی به عنوان دی‌الکتریک و فلز به عنوان الکترود عمل می‌کند. مواد سرامیکی مخلوطی از دانه‌های ریز خردشده از مواد پاراالکتریک یا فروالکتریک، اصلاح‌شده با مخلوط اکسیدها است که لازم برای رسیدن به مشخصات مورد نظر خازن است. رفتار الکتریکی مواد سرامیکی به دو کلاس پایداری تقسیم می‌شود:
- خازن‌های سرامیکی کلاس ۱ با پایداری بالا و تلفات کم، تأثیر دما را در کاربرد مدار تشدید جبران می‌کنند. اختصاراتکد EIA / IEC معمول C0G / NP0، P2G / N150، R2G / N220، U2J / N750 و غیره است.
- خازن‌های سرامیکی کلاس ۲ با بازده حجمی بالا برای کاربردهای بافر، کنارگذر و تزویج اختصارات کد EIA / IEC معمول عبارتند از: X7R / 2XI , Z5U / E26، Y5V / 2F4، X7S / 2C1 و غیره

از آنجا که ضخامت لایه دی الکتریک سرامیکی به راحتی توسط ولتاژ مورد نظر قابل کنترل و تولید است، خازن‌های سرامیکی با ولتاژهای نامی تا محدوده ۳۰ کیلوولت در دسترس هستند.

برخی از خازن‌های سرامیکی با اشکال و سبک‌های خاص به‌عنوان خازن برای کاربردهای خاص استفاده می‌شوند، از جمله خازن‌های سرکوبش RFI/EMI برای اتصال به شبکه تغذیه، که به عنوان خازن‌های ایمنی نیز شناخته می‌شوند، X2Y® و خازن‌های سه پایانه برای کاربردهای کنارگذری (به انگلیسی: bypassing) و واتزویج‌سازی (به انگلیسی: decoupling), خازن‌های تغذیه برای سرکوبش نویز توسط فیلترهای پایین‌گذر و خازن‌های قدرت سرامیکی برای فرستنده‌ها و کاربردهای HF.

انواع مختلفی از خازنهای سرامیکی
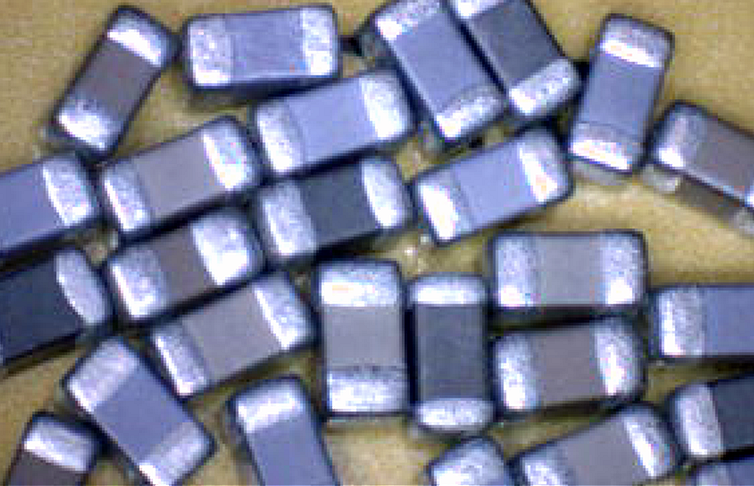
خازن‌های سرامیکی چندلایه (تراشه‌های MLCC) برای نصب اس‌ام‌دی
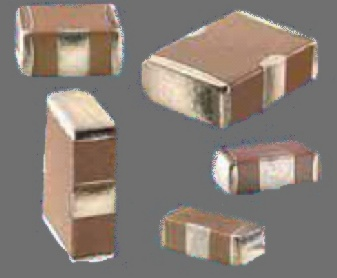
خازن‌های واتزویج سرامیکی X2Y®
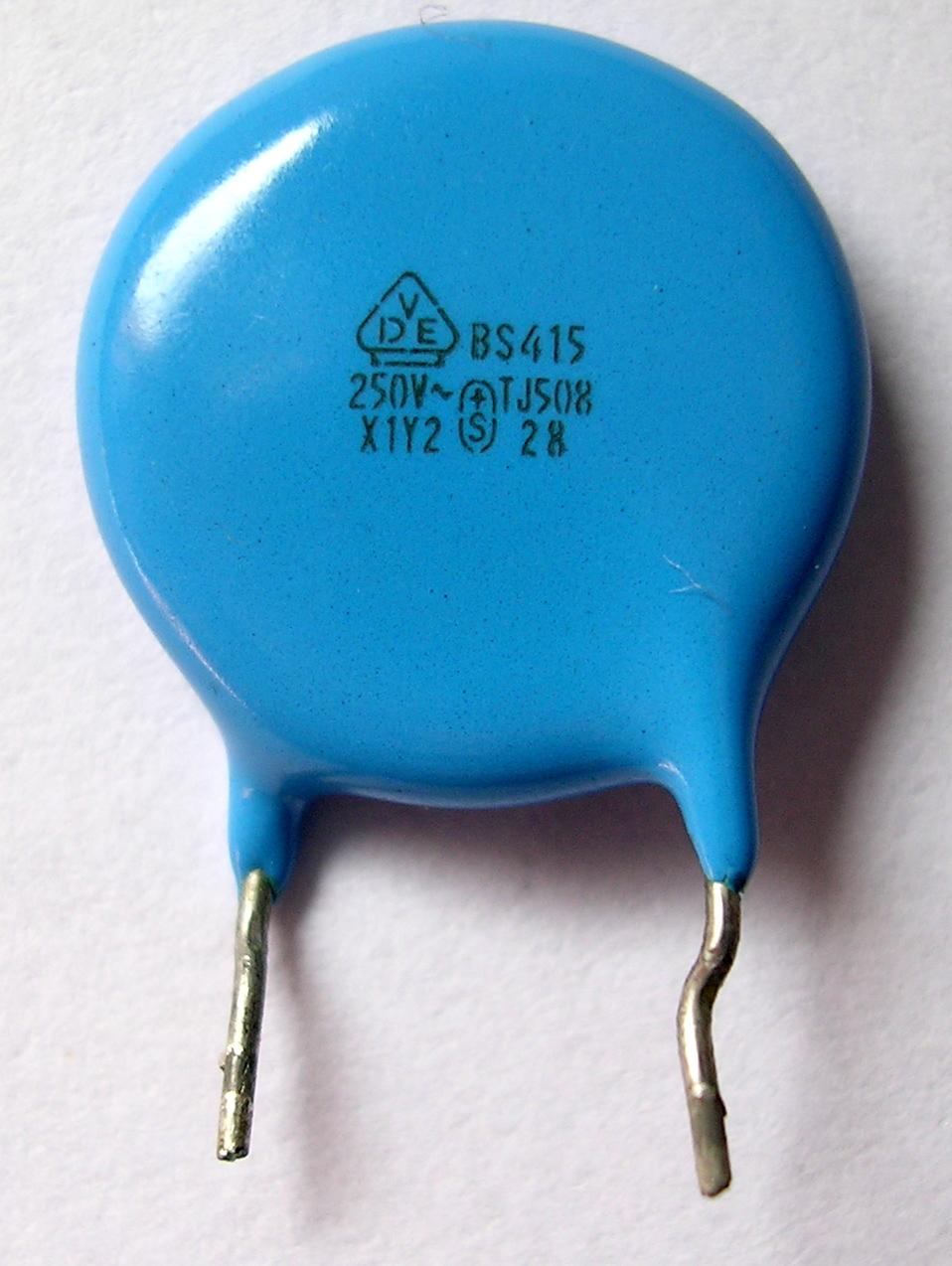
خازن سرکوبش ئی‌ام‌آی سرامیک برای اتصال به شبکه منبع تغذیه (خازن ایمنی)
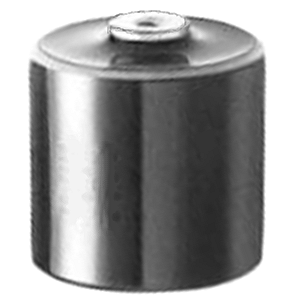
خازن سرامیکی ولتاژ-بالا

### خازن‌های پوسته‌ای یا فیلمی

سه نمونه از پیکربندی‌های مختلف خازن پوسته‌ای برای افزایش نرخ‌های ضربه جریان

خازن‌های پوسته‌ای یا خازن‌های فیلم پلاستیکی خازن‌های غیرقطبیده هستند که دارای یک فیلم پلاستیکی عایق به عنوان دی الکتریک هستند. فیلم‌های دی الکتریک به یک لایه نازک کشیده می‌شوند، همراه با الکترودهای فلزی و به یک پیچهٔ استوانه ای پیچیده می‌شوند. الکترودهای خازن‌های فیلم ممکن است آلومینیومی یا روی متالیزه‌شده باشد، در یک یا دو طرف فیلم پلاستیکی اعمال شوند، درنتیجه خازن‌های فیلم متالیزه شده یا یک ورق فلزی جداگانه ای که روی فیلم قرار دارد، خازن‌های فیلم‌/ فویل نامیده می‌شود.
یک مزیت اساسی در ساخت داخلی هر خازن پوسته‌ای، تماس مستقیم با الکترودهای دوسَر پیچه است. این تماس تمام مسیرهای جریان را بسیار کوتاه نگه می‌دارد. این طرح مانند تعداد زیادی خازن منفرد متصل‌شده به‌طور موازی رفتار می‌کند، بنابراین باعث کاهش تلفات اهمی داخلی (ئی‌اس‌آر) و ئی‌اس‌ال می‌شود. هندسه ذاتی ساختار خازن فیلم منجر به تلفات اهمی کم و سلف مزاحم (به انگلیسی: parasitic) کم می‌شود، که آنها را برای کاربردهای با جریان ضربه‌ای زیاد (اسنابر) و برای کاربردهای برق AC یا برای کاربردهای با فرکانس بالاتر مناسب می‌کند.
پوسته‌های پلاستیکی مورد استفاده به عنوان دی‌الکتریک برای خازن‌های پوسته‌ای عبارتند از: پلی‌پروپیلن (PP)، پلی‌استر (PET)، پلی فنیلن سولفید (PPS)، پلی‌اتیلن نفتالات (PEN) و پلی‌تترافلورواتیلن یا تفلون (PTFE). مواد فیلم پلی پروپیلن با سهم بازاری در حدود ۵۰٪ و فیلم پلی‌استر با چیزی در حدود ۴۰٪ از پرکاربردترین مواد پوسته هستند. بقیه چیزی حدود ۱۰٪ توسط همه مواد دیگر از جمله PPS و کاغذ با تقریباً ۳٪ هر کدام استفاده خواهد شد.

بار با جریان پالس بالا مهمترین ویژگی خازنهای پوسته‌ای است بنابراین بسیاری از سبکهای موجود دارای پایانه‌های ویژه‌ای برای جریان‌های بالا هستند
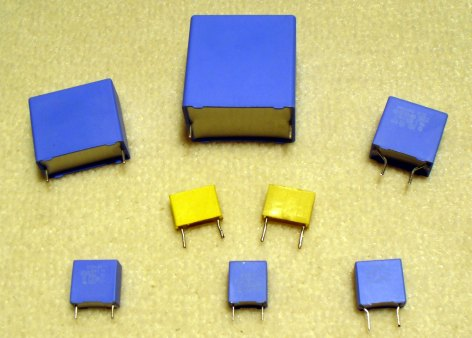
سبک شعاعی (یک طرفه) برای لحیم کاری سوراخ‌های تعبیه‌شده بر روی برد مدارچاپی
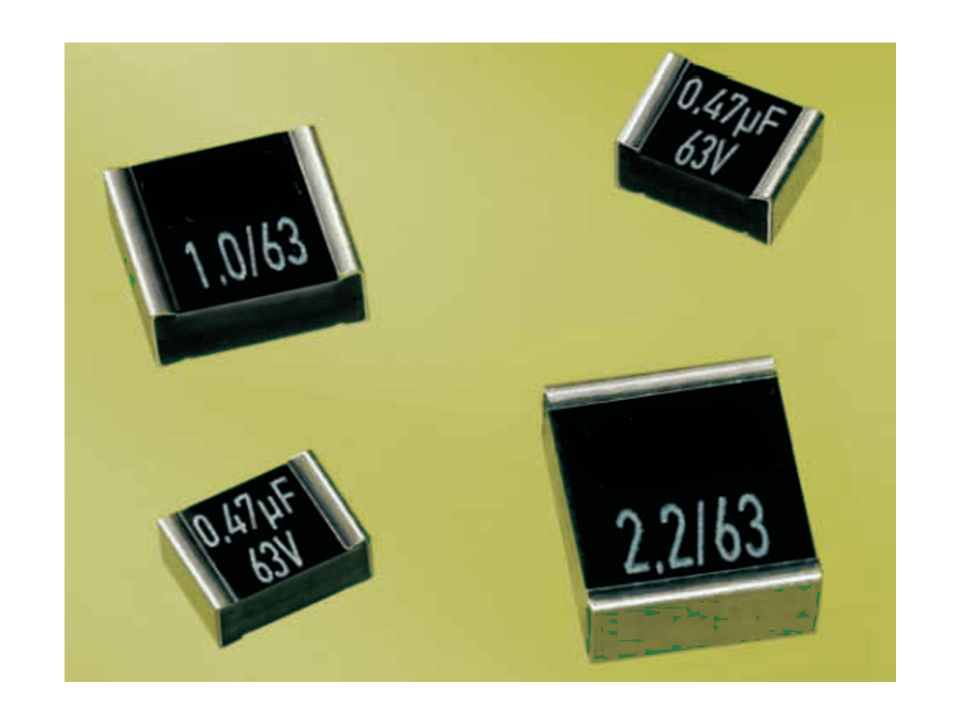
سبک SMD برای نصب سطحی برد مدارچاپی ، با اتصالات فلزی در دو لبه مخالف
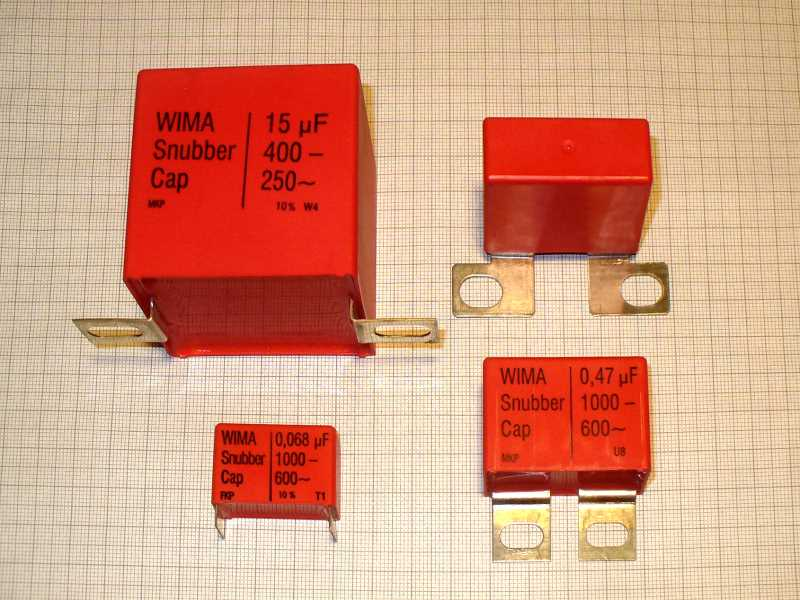
سبک شعاعی با پایانه‌های لحیم کاری پردوام برای کاربردهای اسنابر و جریان بار با ضربه زیاد
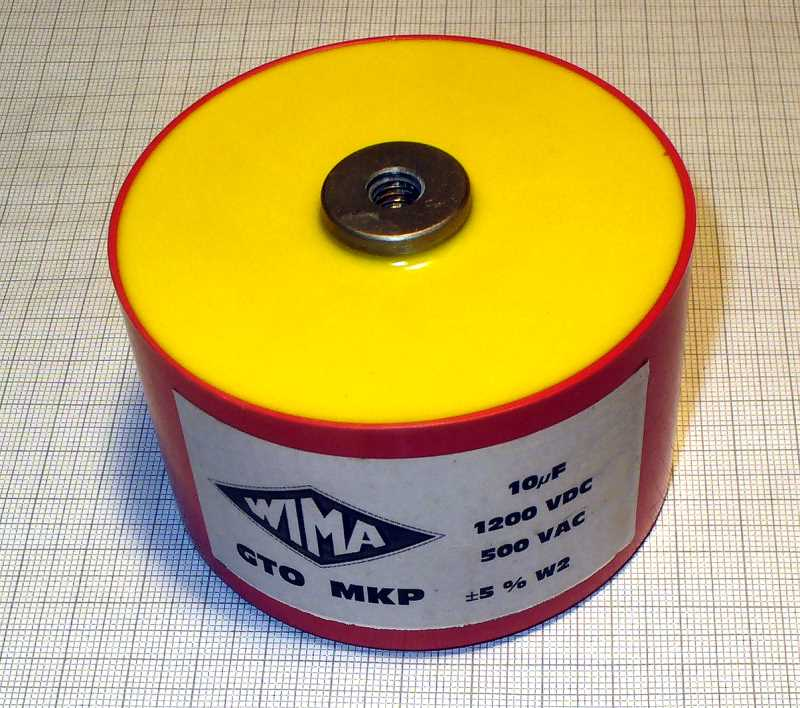
خازن اسنابر پردوام با پایانه‌های پیچ‌دار

### خازن‌های پوسته‌ای قدرت

خازن قدرت MKV، کاغذ فلزکاری‌شده دوطرفه (حامل مکانیکی الکترودها بدون-میدان)، پوستهٔ پلی‌پروپیلن (دی‌الکتریک)، پیچش‌های آغشته با روغن عایق

خازن های فیلم قدرت برای کاربرد در سامانه‌های قدرت ، تاسیسات برقی و نیروگاه ها
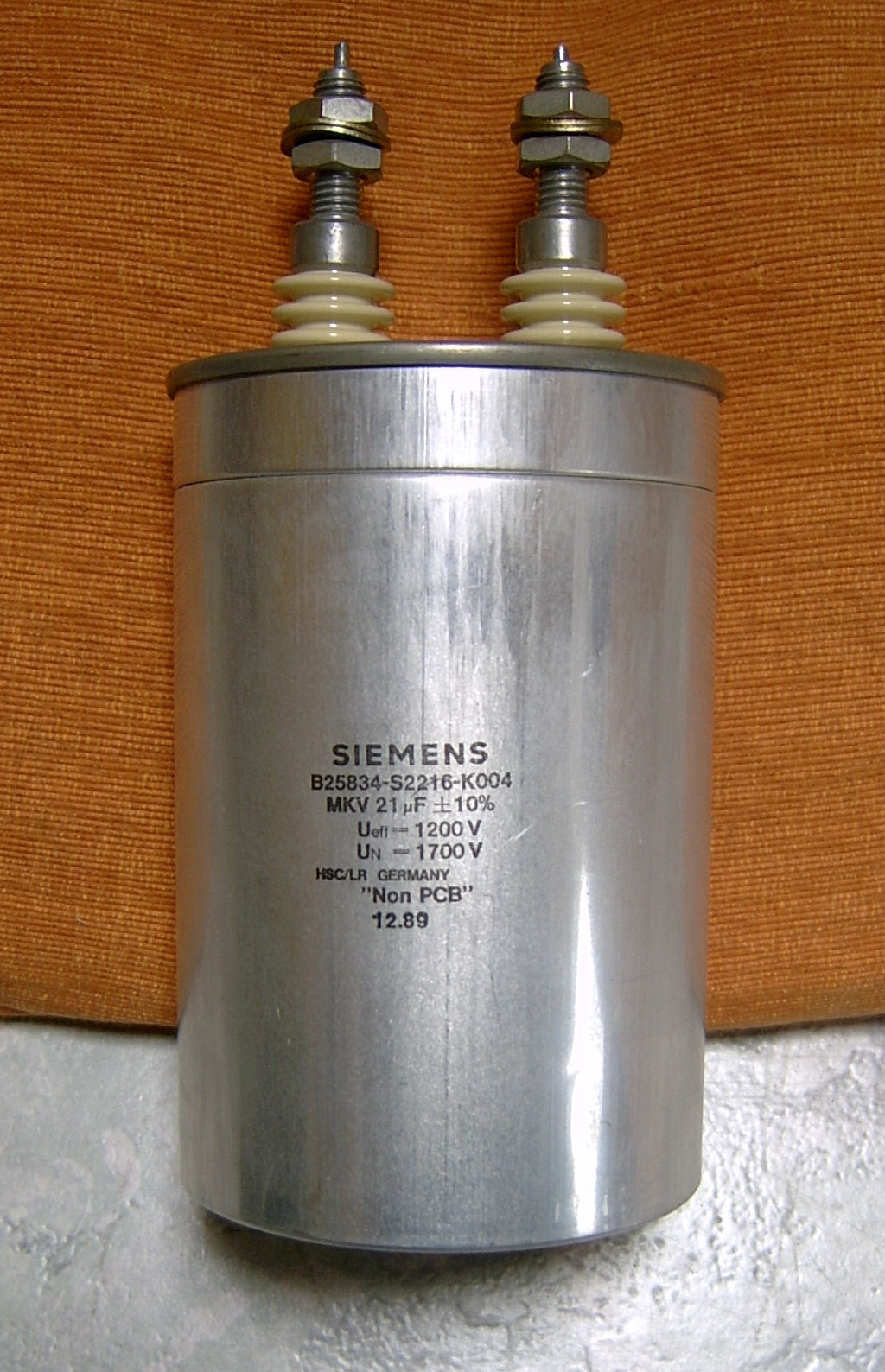
خازن پوسته‌ای قدرت برای تصحیح ضریب توان AC (PFC) ، بسته‌بندی شده در یک قوطی فلزی استوانه‌ای
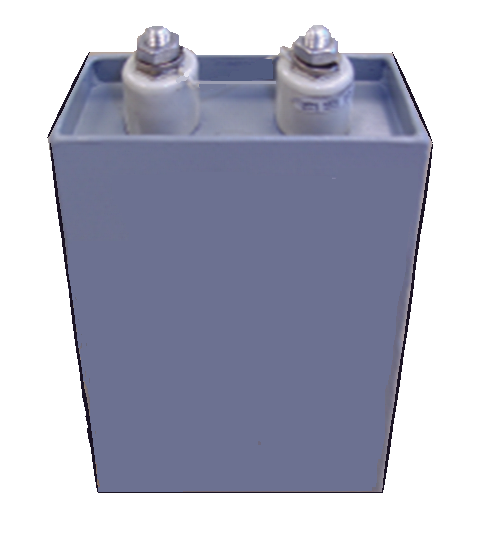
خازن پوسته‌ای قدرت در محفظه مستطیلی
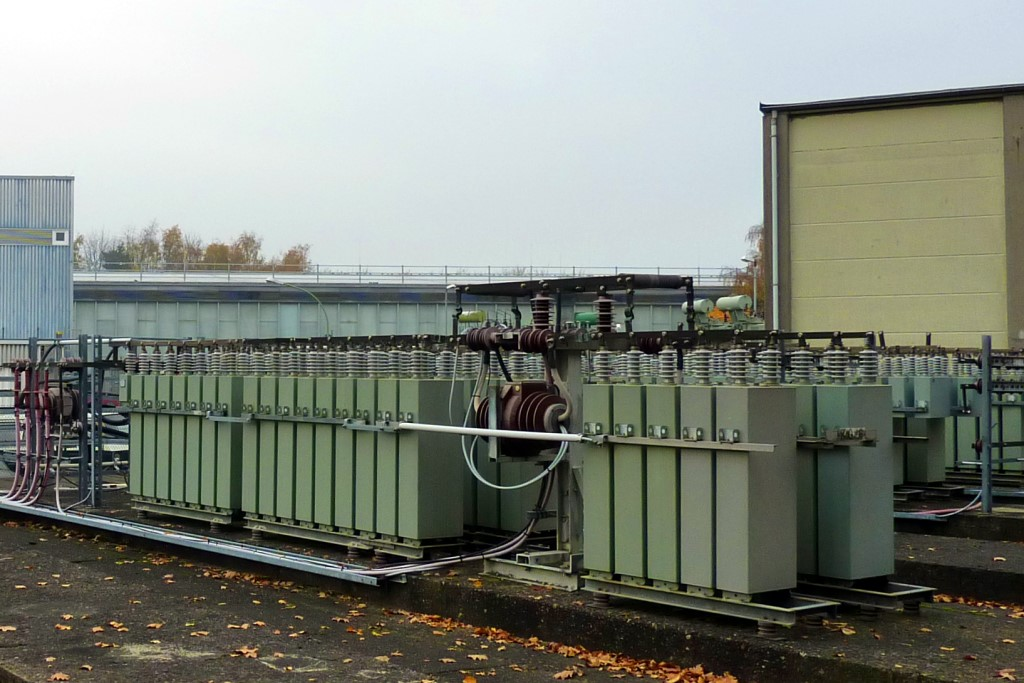
یکی از چندین بانک خازن پوسته‌ای  قدرت با ذخیره سازی انرژی ، برای تولید میدان مغناطیسی در شتابدهنده حلقه هادرون-الکترون ( HERA ) ، واقع در محل DESY در هامبورگ
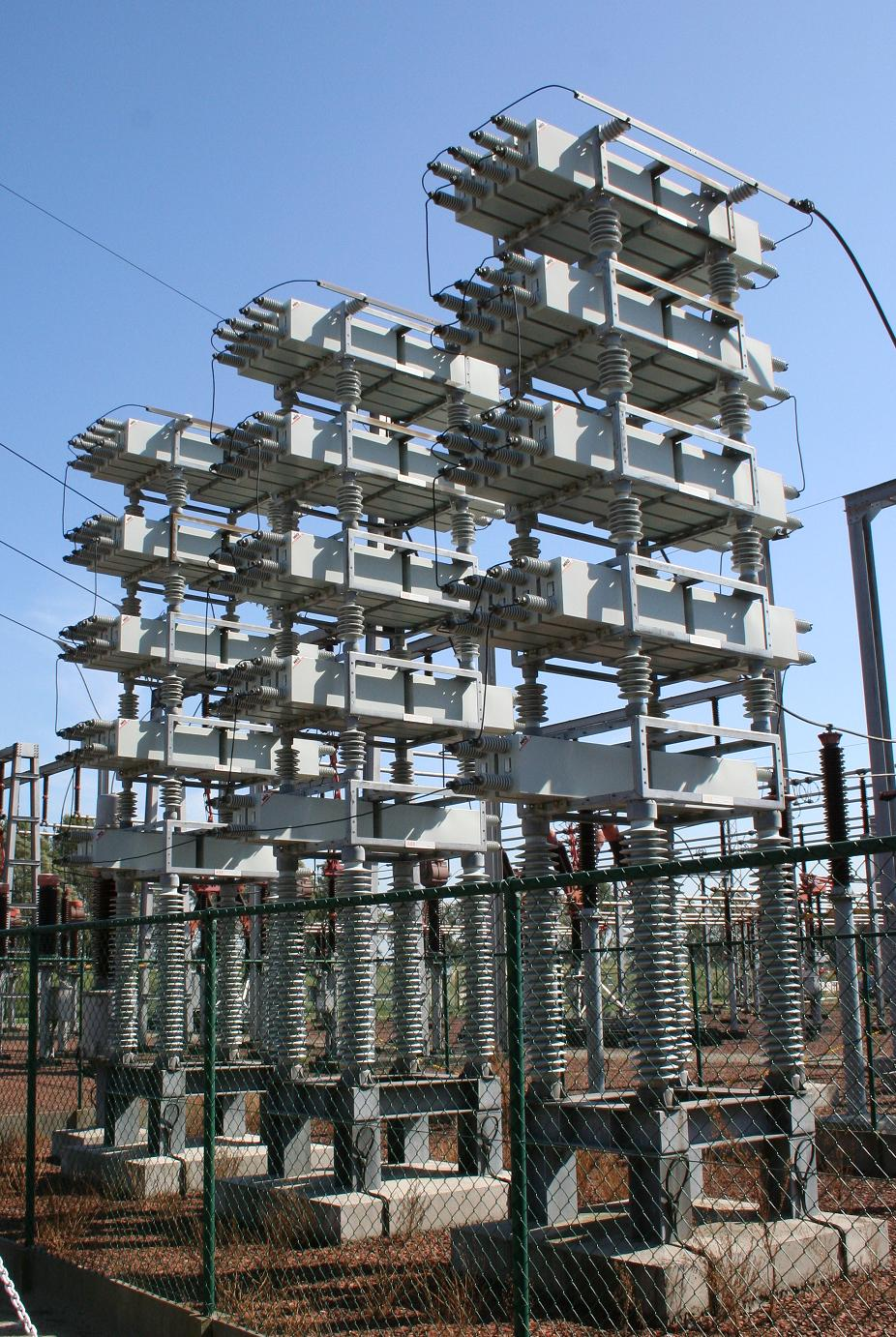
بانک خازنی پست پست ۷۵ مگا ولت-آمپر-راکتیو در ۱۵۰  کیلو ولت

### خازن‌های الکترولیتی

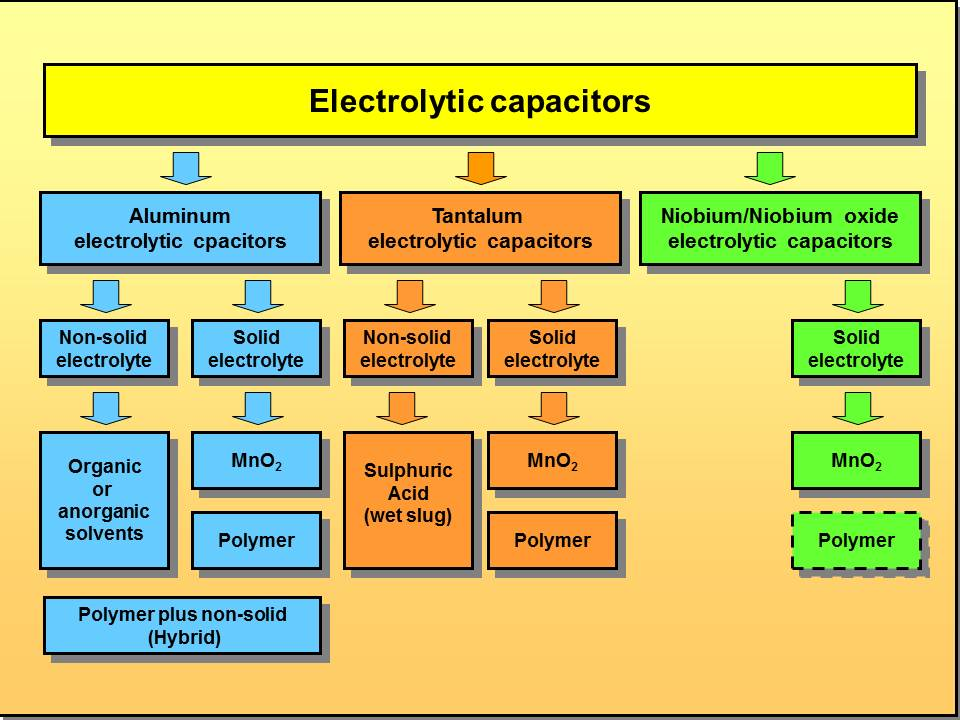
تنوع خازن‌های الکترولیتی

خازن‌های الکترولیتی دارای یک آند فلزی هستند که با یک لایه اکسیده شده و به عنوان دی‌الکتریک استفاده می‌شود. الکترود دوم یک الکترولیت غیر جامد (مرطوب) یا جامد است. خازن‌های الکترولیتی قطبیده هستند. سه خانواده در دسترس هستند که طبق دی‌الکتریک‌شان طبقه‌بندی می‌شوند.
- خازن‌های الکترولیتی آلومینیومی با اکسید آلومینیوم به عنوان دی‌الکتریک
- خازن‌های الکترولیتی تانتالیومی با پنتاکسید تانتالوم به عنوان دی‌الکتریک
- خازن‌های الکترولیتی نیوبیومی با نیوبیم پنتوکسید به عنوان دی‌الکتریک.

میزان مجاز پنت‌اکسید تانتال تقریباً سه برابر بیشتر از اکسید آلومینیوم است و اجزای قابل توجهی کوچکتر تولید می‌کند. با این حال، مجاز بودن فقط ابعاد را تعیین می‌کند. پارامترهای الکتریکی، به ویژه رسانایی، توسط مواد و ترکیب الکترولیت ایجاد می‌شوند. از سه نوع الکترولیت کلی استفاده می‌شود:
- غیر جامد (مرطوب، مایع) - رسانندگی تقریباً mS/cm 10 و کم هزینه هستند
- اکسید منگنز جامد - رسانندگی تقریبی mS/cm 100 کیفیت و پایداری بالایی را ارائه می‌دهد
- پلیمر رسانشی جامد (پلی پیرول یا PEDOT: PSS) - رسانندگی تقریباً ۱۰۰ … ۵۰۰ زیمنس برسانتی‌متر،[۱۵][۱۶] مقادیر ESR را کمتر از <۱۰ میلی‌اهم ارائه می‌دهد

خازن‌های الکترولیتی آلومینیومی دوقطبی (خازن‌های غیرقطبیده) نیز نامیده می‌شوند: حاوی دو ورق آلومینیوم آندشی (به انگلیسی: anodized aluminium) هستند که مانند دو خازن متصل به یکدیگر رفتار می‌کنند.

خازن‌های الکترولیتیک برای کاربردهای خاص شامل خازن‌های استارت موتور، خازن‌های چراغ‌فلش و خازن‌های فرکانس صوتی است.

Aluminum, tantalum and niobium electrolytic capacitors
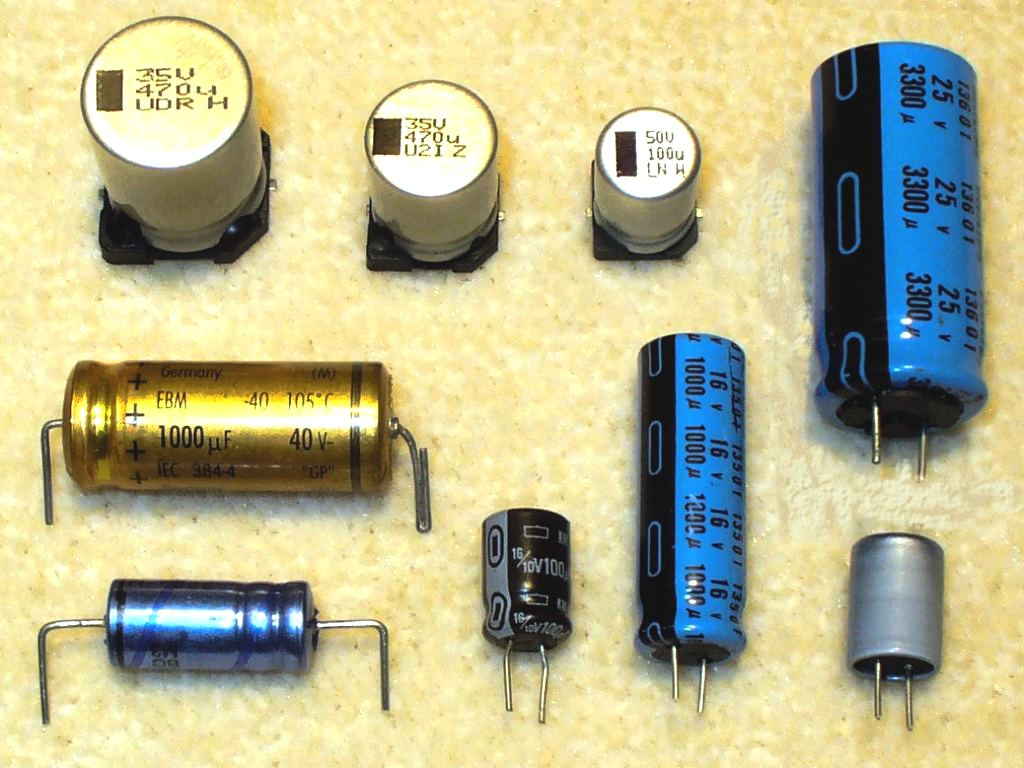
محور ، شعاعی (تک پایان) و خازنهای V-تراشه خازنهای الکترولیتی آلومینیومی
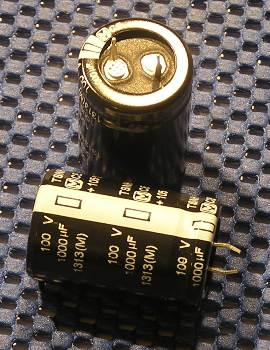
خازن‌های الکترولیتی آلومینیومی به سبک ضربه محکم و ناگهانی برای کاربردهای انرژی
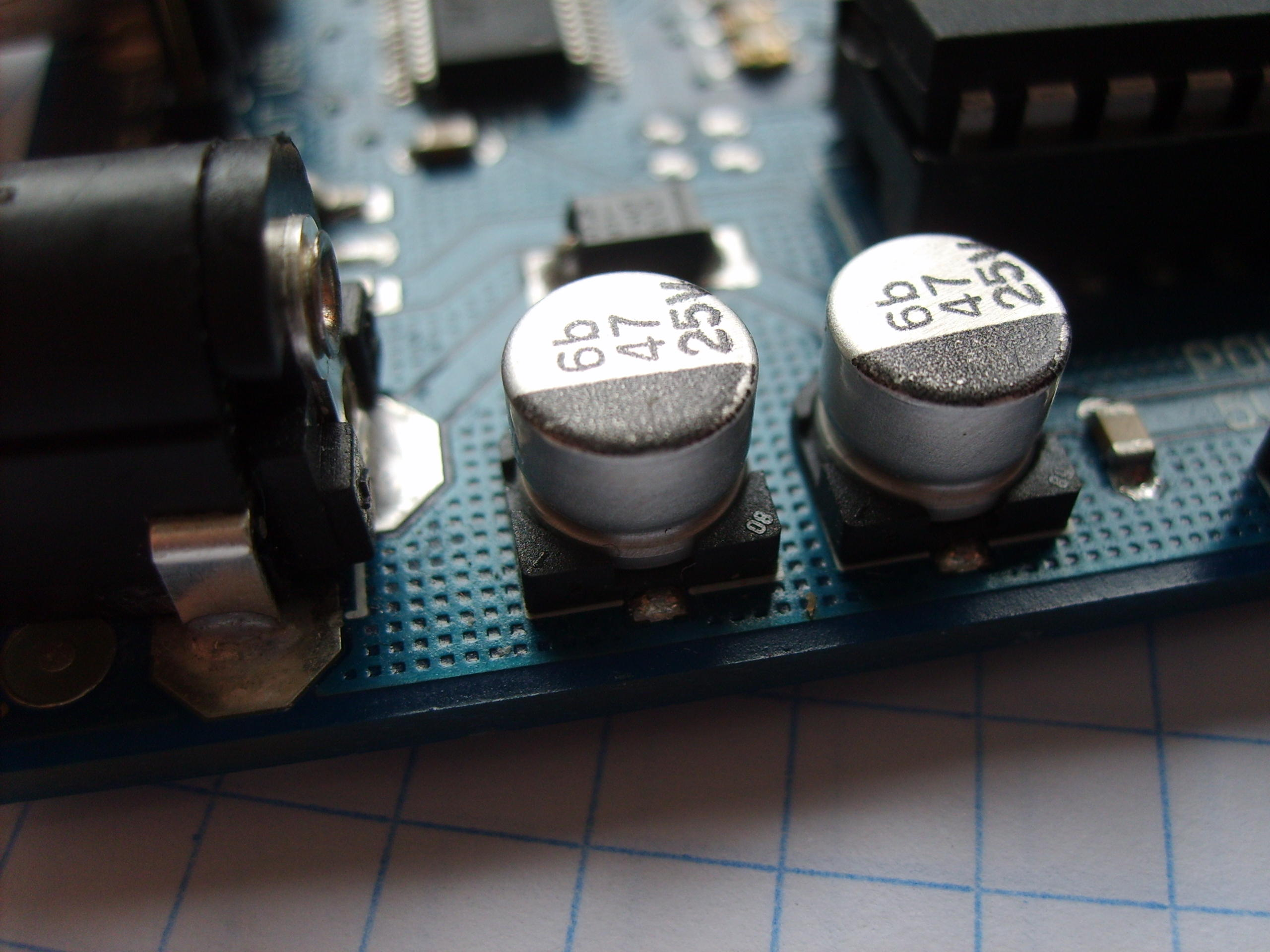
سبک SMD برای نصب سطح خازنهای الکترولیتی آلومینیومی با الکترولیت پلیمر
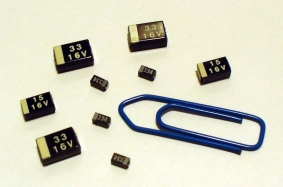
خازن‌های تراشه الکترولیتی تانتالوم برای نصب سطح

### ابرخازن‌ها

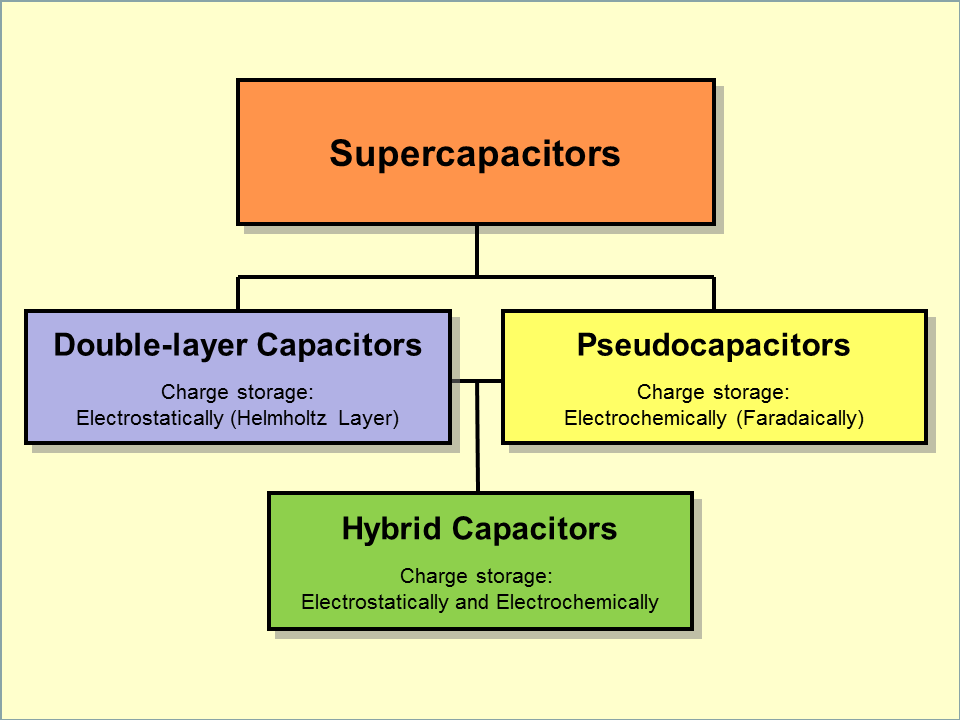
طبقه‌بندی سلسله مراتبی ابرخازن‌ها و انواع مربوط به آن

نمودار راگونی چگالی توان درمقابل چگالی انرژی خازن‌ها و باتری‌های مختلف را نشان می‌دهد

ابرخازن‌ها (SC) , خانواده ای از خازن‌های الکتروشیمیایی را تشکیل می‌دهند. ابرخازن‌، که گاهی فراخازن نامیده می‌شود یک اصطلاح عمومی برای خازن‌های دو لایه الکتریکی (EDLC)، شبه‌خازن و خازن‌های هیبریدی (به انگلیسی: hybrid) است. آنها دی‌الکتریک معمولی جامد ندارند. ظرفیت خازن الکتروشیمیایی توسط دو اصل ذخیره‌سازی تعیین می‌شود، که هر دو به ظرفیت کل خازن کمک می‌کنند:
- ظرفیت خازنی دولایه - ذخیره‌سازی با جداسازی بار در یک لایه دوگانه هلمهولتز در سطح میانجی بین سطح رسانا و محلول الکترولیتی به دست می‌آید. فاصله جدایش بار در یک دولایه به ترتیب چند آنگستروم (۰٫۳–۰٫۸ نانومتر) است. این ذخیره‌سازی منشأ الکترواستاتیکی دارد.[۲۴]
- خازن‌نما - ذخیره‌سازی با واکنش‌های ردوکس، الکتروجاذب یا میان‌لایش روی سطح الکترود یا توسط یون‌های جذب‌شده خاص که منجر به انتقال-بار فارادیک برگشت‌پذیر می‌شود، به دست می‌آید. خازن‌نما منشأ فارادایک دارد.[۲۴]
- خازن‌های دولایه - با الکترودهای کربنی یا مشتقات با ظرفیت دولایه استاتیک بسیار بالاتر از ظرفیت فارادیک خازن‌نما
- خازن‌نماها - با الکترود از اکسیدهای فلزی یا از پلیمرهای رسانا با یک مقدار بالا از pseudocapacitance faradaic
- خازن‌های ترکیبی - خازن‌هایی با الکترودهای خاص و نامتقارن که هم ظرفیت دولایه و هم ظرفیت‌نما قابل‌توجهی دارند، مانند خازن‌های یون لیتیوم

ابرخازن‌ها طیف گسترده‌ای از کاربردها را برای نیازهای قدرت و انرژی پشتیبانی می‌کنند، ازجمله:
- جریان کم تغذیه در مدت زمان طولانی‌تر برای پشتیبان‌گیری حافظه در (SRAM) در تجهیزات الکترونیکی
- الکترونیک قدرت که به جریان بالا بسیار کوتاه زیاد نیاز دارد، همان‌طور که در سیستم KERS در ماشین‌های فرمول یک وجود دارد
- بازیابی انرژی ترمز برای وسایل نقلیه مانند اتوبوس و قطار

خازن های دو-لایه، لیتیوم-یون و ابرخازن
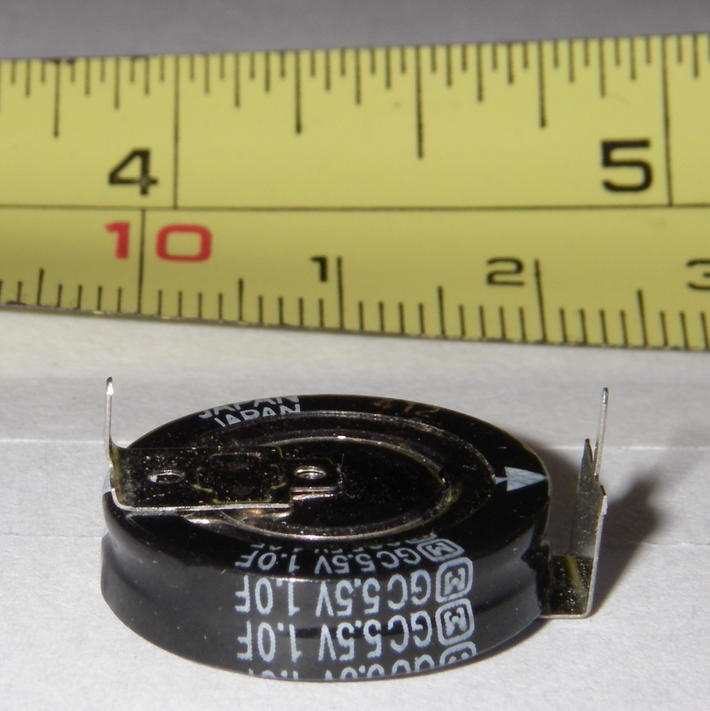
خازن دو لایه با 1 F در 5.5 V برای بازدارش داده هنگام قطع شدن برق.
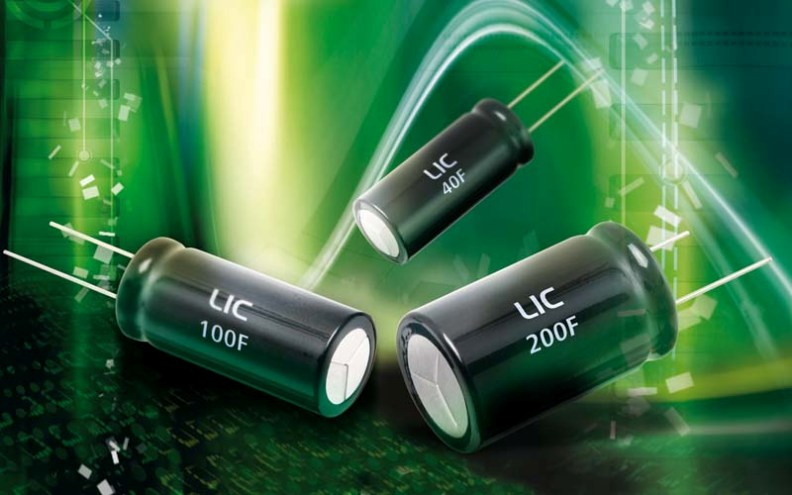
سبک شعاعی (تک انتهایی) خازن‌های لیتیوم-یون برای چگالی انرژی بالا
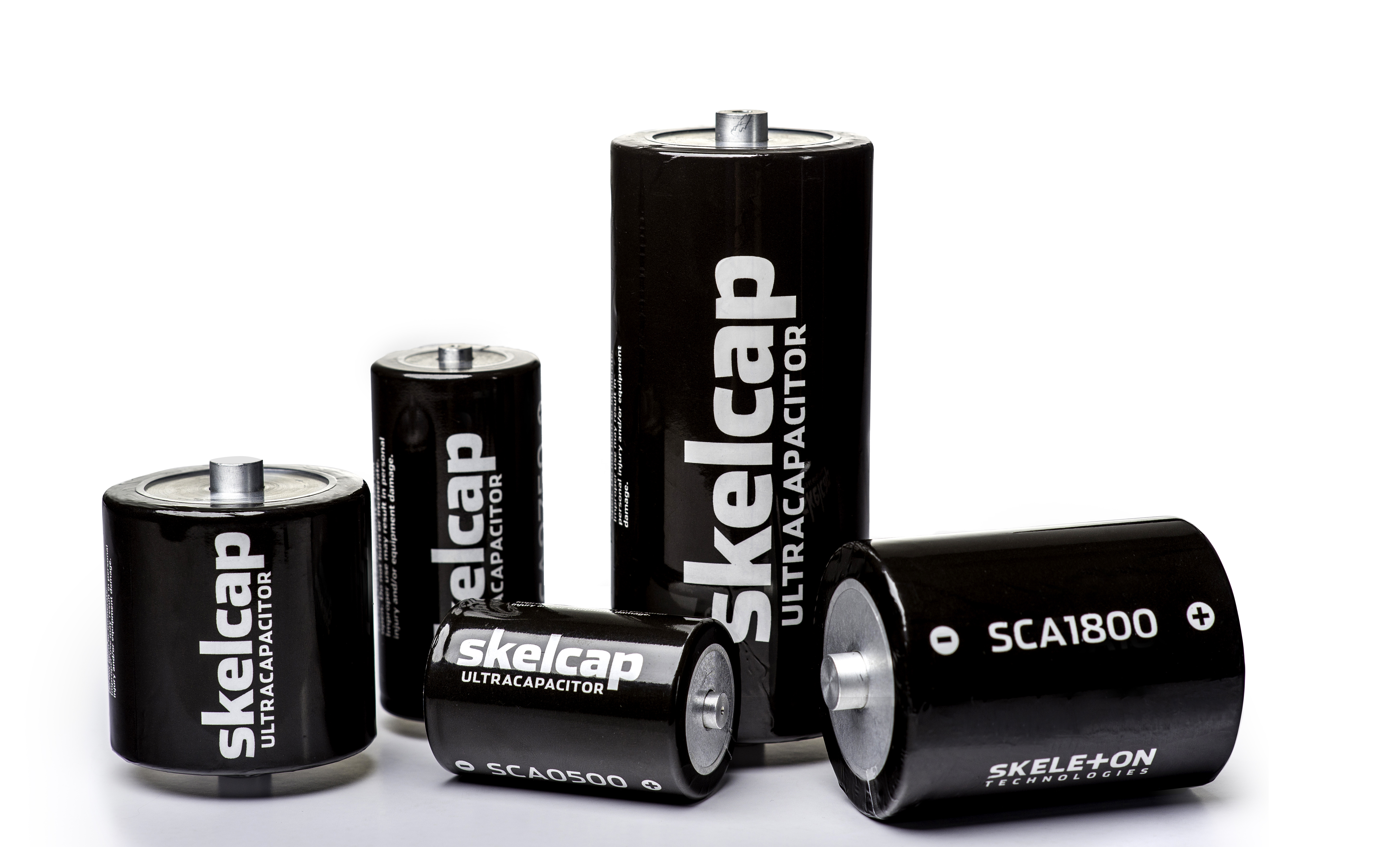
ابرخازنها

بسیاری از مقررات ایمنی الزام می‌کنند که خازن‌های کلاس X یا کلاس Y را باید هر زمان که "خرابی اتصال-کوتاه" می‌تواند انسان را در معرض خطر قرار دهد، استفاده کرد تا حتی در هنگام خرابی خازن، انزوای گالوانیک را تضمین کند.
به‌طور خاص، مقررات ایمنی ترتیب خاصی از خازن‌های فیلترسازی شبکه اصلی کلاس X و کلاس Y را الزامی می‌کند.

### خازن‌های متفرقه

#### خازن‌های مجتمع‌شده
- خازن‌های مجتمع - در مدارهای مجتمع، خازن‌های در مقیاس نانو را می‌توان با الگوهای متالیزاسیون مناسب بر روی یک بستر جداسازی تشکیل داد. آنها ممکن است در آرایه‌های خازنی متعدد بدون هیچ بخش نیم‌رسانای دیگری به عنوان اجزای مجزا بسته‌بندی شوند.[۲۶]
- خازن‌های شیشه ای - اولین خازن بطری لیدن از شیشه ساخته شد، تا تاریخ ۲۰۱۲ خازن‌های شیشه ای به عنوان نسخه SMD برای کاربردهایی که نیاز به خدمات فوق‌العاده قابل اعتماد و فوق پایدار دارند استفاده می‌شد.

#### خازن‌های قدرت
- خازن‌های خلأ - در فرستنده‌های RF با قدرت بالا استفاده می‌شود
- خازن‌های پر از گاز SF6 - به عنوان استاندارد ظرفیت برای اندازه‌گیری مدارهای پل استفاده می‌شود

#### خازن‌های ویژه
- بردهای مدار چاپی - نواحی رسانای فلزی در لایه‌های مختلف برد مدار چاپی چندلایه می‌توانند به‌عنوان خازن بسیار پایدار در فیلترهای عنصر گسسته عمل کنند. این روش معمول صنعت است که نواحی بدون‌استفاده از یک لایه PCB را با رسانای زمین و یک لایه دیگر را با رسانای قدرت پُرکند تا یک خازن گسسته بزرگ بین لایه‌ها تشکیل‌یابد.
- ۲-سیمه قطعه سیم عایق‌بندی شده بهم‌تابیده‌است. مقادیر ظرفیت معمولاً از 3 pF تا 15 pF متغیر است. در مدارهای VHF خانگی برای بازخورد نوسان استفاده می‌شود.

خازن‌هایی که از چرخاندن ۲ تکه سیم عایق به یکدیگر ساخته می‌شوند، خازن‌های گیمیک نامیده می‌شوند. خازن‌های گیمیگ در گیرنده‌های رادیویی تجاری و آماتور استفاده می‌شد.

#### خازن‌های منسوخ‌شده
- بطری لیدن ابتدایی‌ترین خازن شناخته شده
- خازن‌های میکا گیره‌دار - اولین خازن‌هایی با رفتار فرکانسی پایدار و تلفات کم، که برای کاربردهای رادیویی نظامی درطول جنگ جهانی دوم استفاده شد.
- خازن‌های شکاف-هوایی - که توسط اولین فرستنده‌های شکاف-جرقه استفاده می‌شد

Miscellaneous capacitors
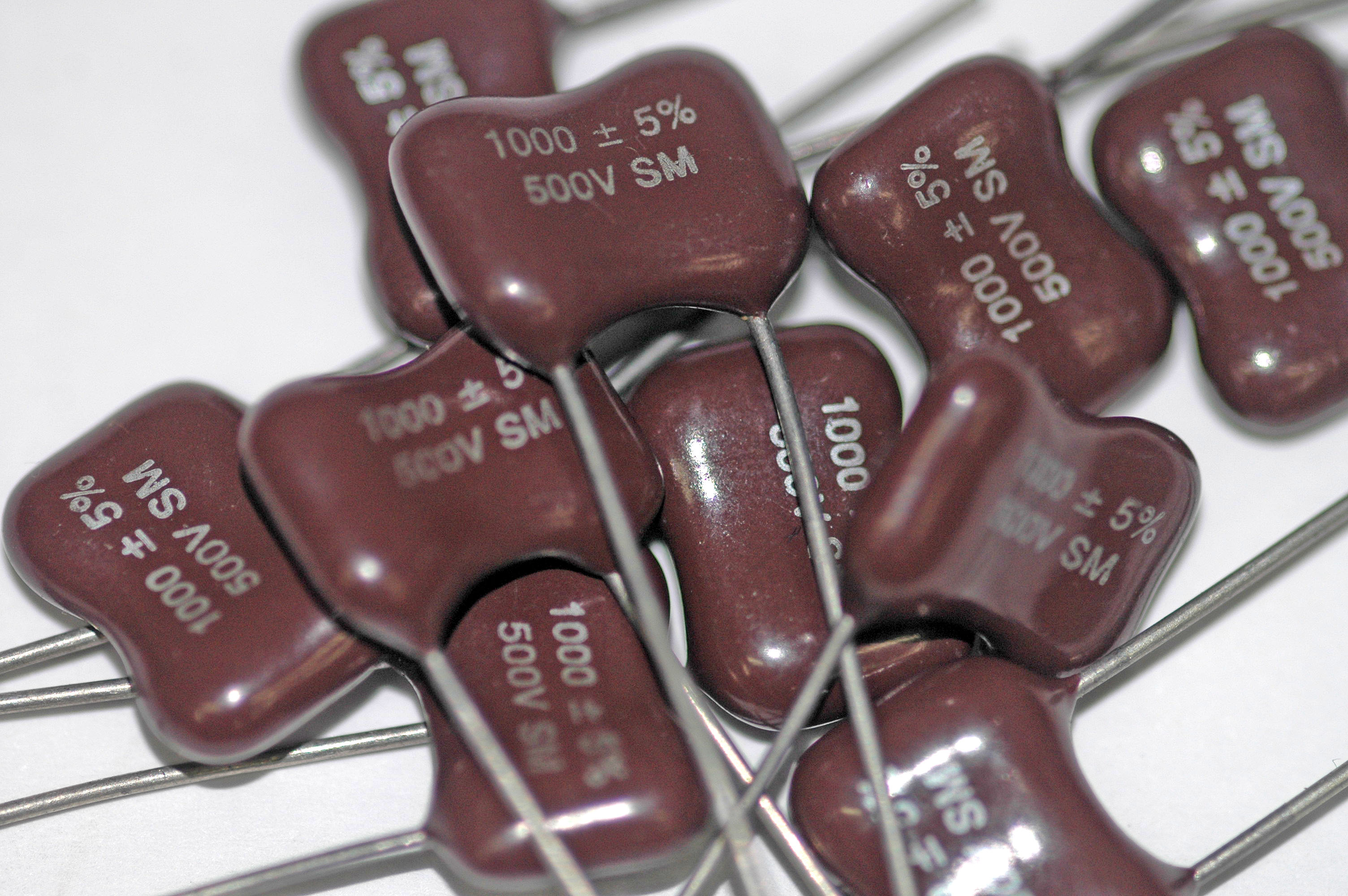
برخی 1 nF × 500 خازن‌های نقره ای میکا با رتبه VDC
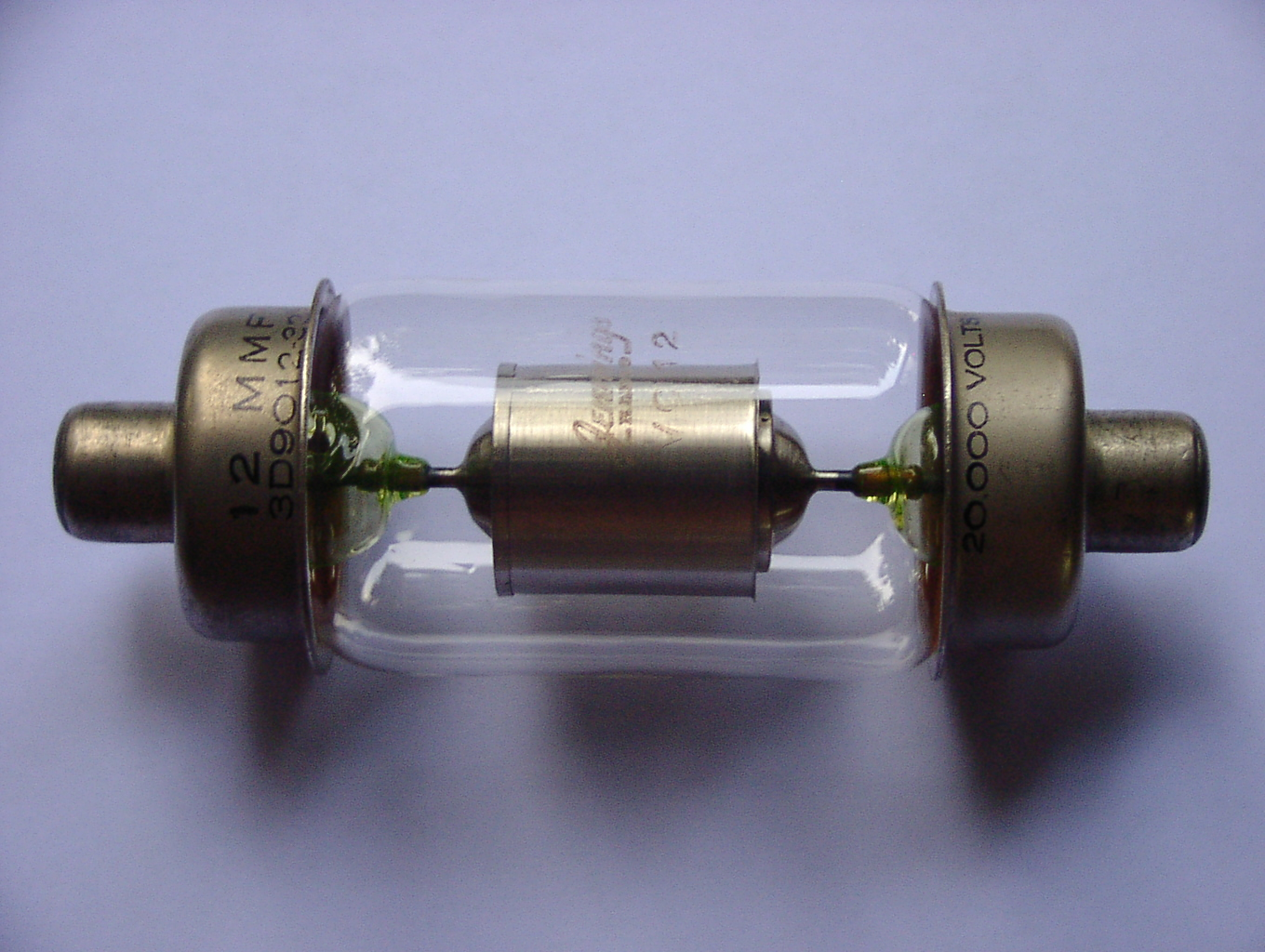
خازن خلاء با محفظه شیشه اورانیوم

### خازن‌های متغیر
خازن‌های متغیر ممکن است با حرکت مکانیکی ظرفیت خود را تغییر دهند. به‌طور کلی دو نسخه از خازن‌های متغیر باید از هم متمایز شوند
- خازن تیون‌ساز - خازن متغیر برای تنظیم عمدی و مکرر مدار نوسان‌ساز در رادیو یا مدار هماهنگی دیگر
- خازن تریمر - خازن متغیر کوچک معمولاً برای تنظیم داخلی مدار نوسان‌ساز فقط-یکبار

خازن های متغیر
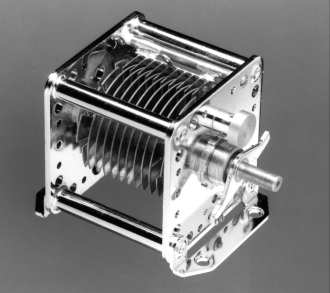
خازن واریابل شکاف-هوایی
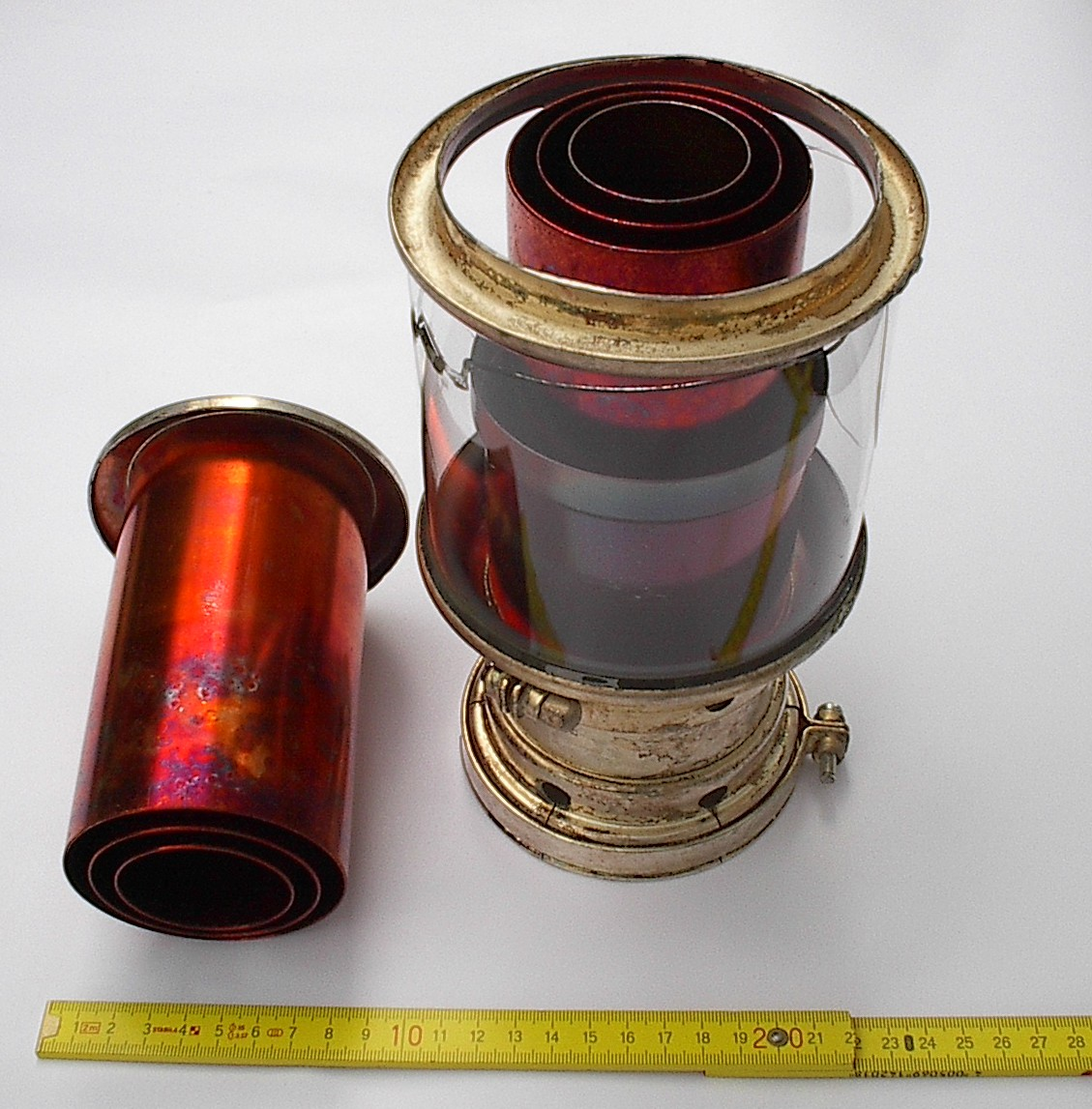
خازن تنظیم خلاء
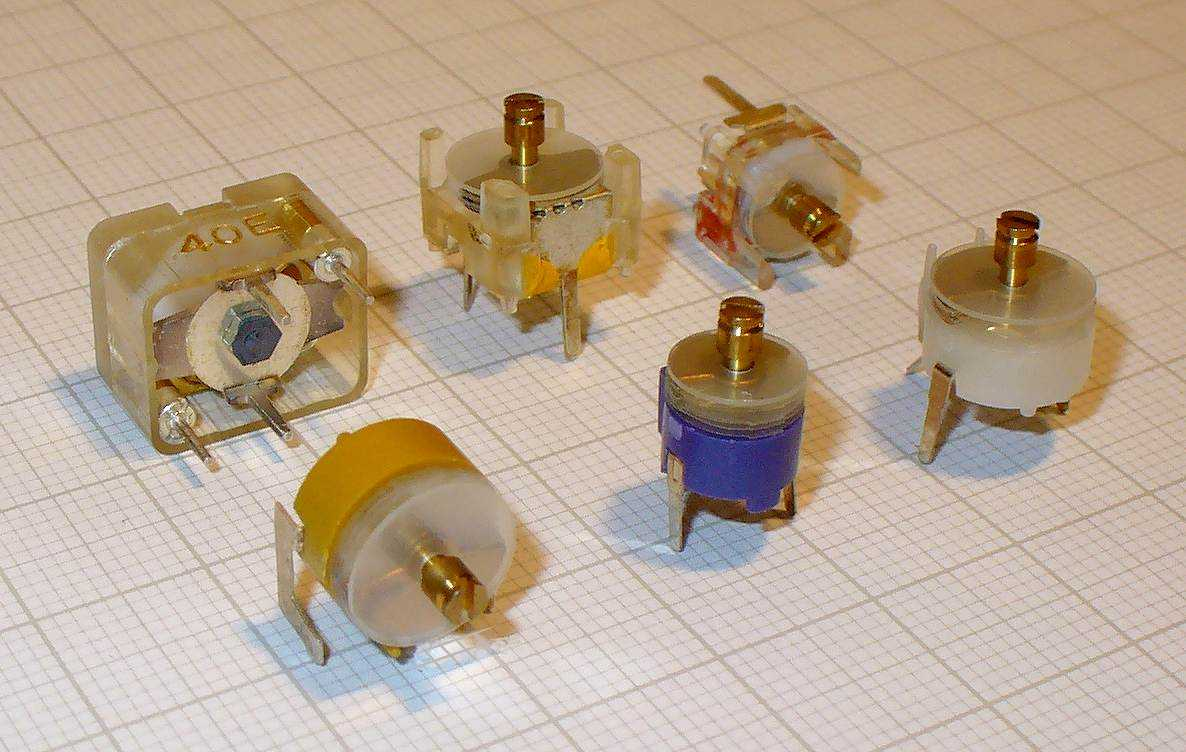
خازن تریمر برای نصب تمام-سوراخ
خازن تریمر برای نصب روی سطح

## خصوصیات الکتریکی

### مدار معادل سری

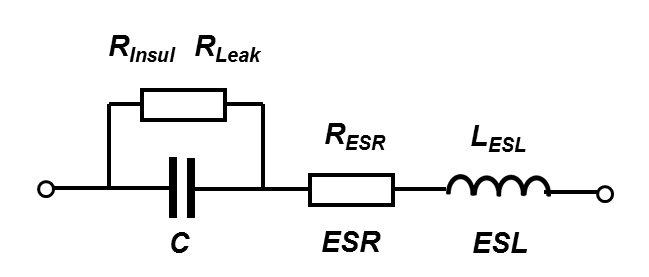
مدل مدار معادل سری خازن

خازن‌های گسسته از خازن ایده‌آل متفاوت می‌شوند. یک خازن ایده‌آل فقط انرژی الکتریکی را بدون اتلاف ذخیره و آزاد می‌کند. اجزای خازن دارای تلفات و قطعات القایی مزاحم هستند. این عیوب در مواد و ساختار می‌تواند پیامدهای مثبتی مانند فرکانس خطی و رفتار دما در خازن‌های سرامیکی کلاس ۱ داشته باشد. برعکس، پیامدهای منفی شامل خازن غیرخطی و وابسته به ولتاژ در خازن‌های سرامیکی کلاس ۲ یا عایق‌بندی ناکافی دی الکتریک خازن‌ها است که منجر به جریان‌های نشتی می‌شود.
تمام خواص را می‌توان توسط یک مدار معادل سری متشکل از یک خازن ایده‌آل و اجزای الکتریکی اضافی که تمام تلفات و پارامترهای القایی یک خازن را مدل می‌کند، تعریف و مشخص کرد. در این مدار معادل سری، مشخصه‌های الکتریکی به صورت زیر تعریف می‌شوند:
- C، ظرفیت خازن
- R‌insul، مقاومت عایق‌بندی دی الکتریک، نباید با عایق محفظه اشتباه شود
- Rleak، مقاومت نشان دهنده جریان نشتی خازن است
- RESR، مقاومت سری معادل که مجموع تمام تلفات اهمی خازن است که معمولاً به اختصار "ESR" خوانده می‌شود
- LESL، القایی سری معادل که خودالقایی مواثر خازن است، که معمولاً به اختصار "ESL" شناخته می‌شود.

### مقادیر خازنی و تلرانس استاندارد
ظرفیت نامی C R یا ظرفیت اسمی C N مقداری است که خازن برای آن طراحی شده‌است. ظرفیت واقعی به فرکانس اندازه‌گیری‌شده و دمای محیط بستگی دارد. شرایط استاندارد اندازه‌گیری یک روش اندازه‌گیری ولتاژ پایین AC در دمای ۲۰ °C است با فرکانس‌های
- ۱۰۰ کیلوهرتز، ۱ مگاهرتز (ترجیحا) یا ۱۰ مگاهرتز برای خازن‌های غیرالکترولیتی با C R ≤ 1 nF:
- ۱ کیلوهرتز یا ۱۰ کیلوهرتز برای خازن‌های غیرالکترولیتی با 1 nF < C R ≤ ۱۰ μF
- ۱۰۰/۱۲۰ هرتز برای خازن‌های الکترولیتی
- ۵۰/۶۰ هرتز یا ۱۰۰/۱۲۰ هرتز برای خازن‌های غیرالکترولیتی با CR> 10 μF

تلرانس خازن‌ها و کد حروف آنها
| سری ئی | درصدخطا    | درصدخطا | درصدخطا    | درصدخطا |
| سری ئی | CR > 10 pF | کد حروف | CR < 10 pF | کد حروف |
| ------ | ---------- | ------- | ---------- | ------- |
| E 96   | ۱٪         | F       | 0.1 pF     | B       |
| E 48   | ۲٪         | G       | 0.25 pF    | C       |
| E 24   | ۵٪         | J       | 0.5 pF     | D       |
| E 12   | ۱۰٪        | K       | 1 pF       | F       |
| E 6    | ۲۰٪        | M       | 2 pF       | G       |
| E3     | −۲۰/+۵۰٪   | S       | -          | -       |
| E3     | −۲۰/+۸۰٪   | Z       | -          | -       |

### وابستگی به دما
ظرفیت خازنی معمولاً با دما تغییر می‌کند. دی الکتریک‌های مختلف تفاوت‌های زیادی را در حساسیت دمایی بیان می‌کنند. ضریب دما برای خازن‌های سرامیکی کلاس ۱ برحسب قسمت در میلیون (ppm) در هر درجه سانتیگراد یا ٪ بیش از محدوده دمای کل برای بقیه.

### وابستگی به فرکانس
اکثر انواع خازن‌های گسسته با افزایش فرکانس تغییرات کم و بیش ظرفیت خازنی دارند. استقامت دی‌الکتریک فیلم سرامیکی و پلاستیکی کلاس ۲ با افزایش فرکانس کاهش می‌یابد؛ بنابراین مقدار ظرفیت خازنی آنها با افزایش فرکانس کاهش می‌یابد. این پدیده برای دی الکتریک‌های کلاس ۲ سرامیکی و پوسته پلاستیکی مربوط به واهُلش دی‌الکتریک است که در آن ثابت زمانی دوقطبی‌های الکتریکی دلیل وابستگی فرکانس گذردهی است. نمودارهای زیر رفتار فرکانس معمولی خازن را برای خازن‌های سرامیکی و فیلمی نشان می‌دهد.

Frequency dependence of capacitance for ceramic and film capacitors
وابستگی فرکانس ظرفیت برای خازن‌های کلاس ۲ سرامیک (NP0 کلاس ۱ برای مقایسه)
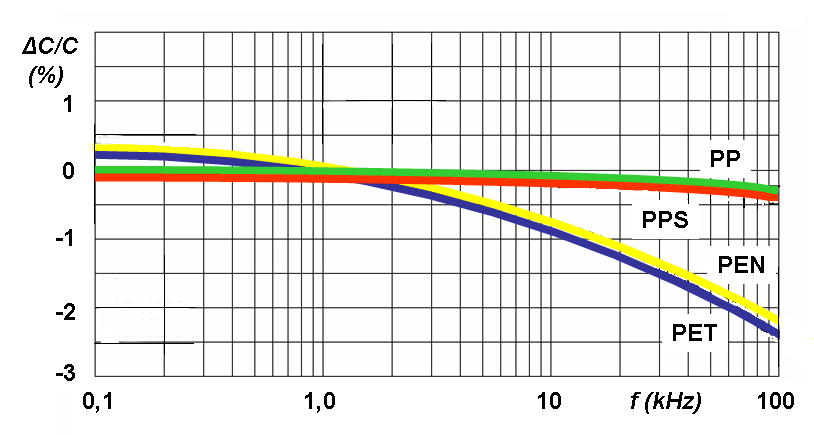
وابستگی فرکانسی ظرفیت برای خازن‌های فیلم با مواد مختلف فیلم

### وابستگی به ولتاژ
ظرفیت خازنی نیز ممکن است با ولتاژ اعمال شده تغییر کند. این اثر در خازن‌های سرامیکی کلاس ۲ بیشتر است. گذردهی مواد فروالکتریک کلاس ۲ به ولتاژ اعمال شده بستگی دارد. ولتاژ اعمال شده بالاتر گذردهی را کاهش می‌دهد. تغییر ظرفیت خازنی می‌تواند تا ۸۰ درصد مقدار اندازه‌گیری شده با ولتاژ اندازه‌گیری استاندارد ۰٫۵ یا ۱٫۰ ولت کاهش یابد. این رفتار منبع کوچکی از غیرخطسانی در فیلترهای کم-اعوجاج و سایر کاربردهای آنالوگ است. در کاربردهای صوتی، این می‌تواند باعث اعوجاج شود (با استفاده از THD اندازه‌گیری می‌شود).

Voltage dependence of capacitance for some different class 2 ceramic capacitors
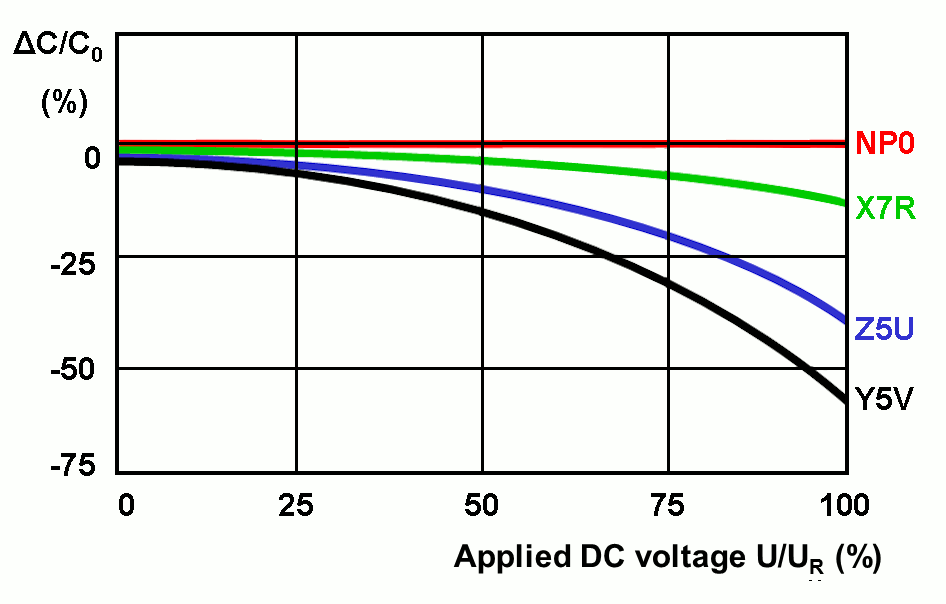
نمودار ساده شده تغییر ظرفیت به عنوان تابعی از ولتاژ اعمال شده برای خازن‌های ۲۵ ولت در انواع مختلف سرامیک
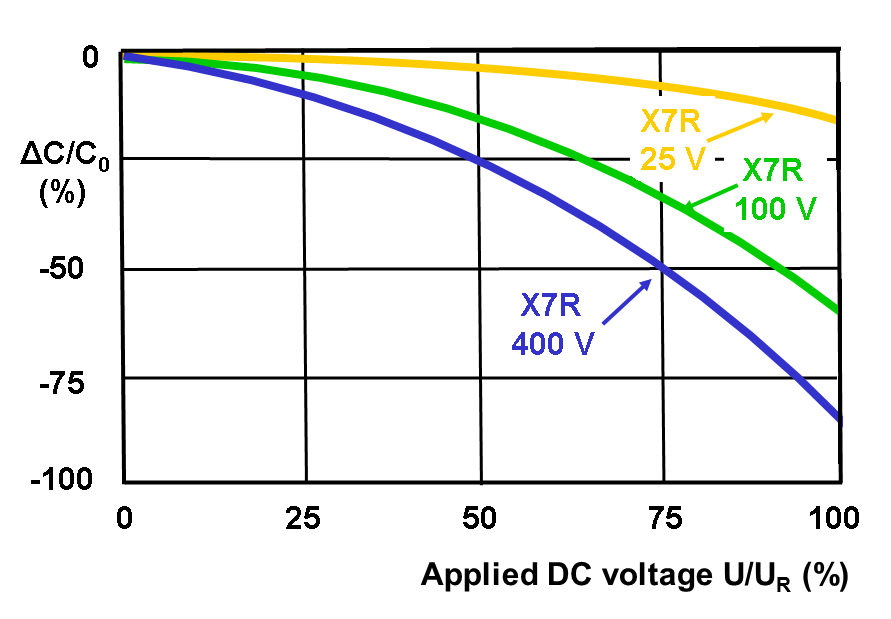
نمودار ساده شده تغییر در ظرفیت به عنوان تابعی از ولتاژ اعمال شده برای سرامیک‌های X7R با ولتاژهای نامی متفاوت

### امپدانس

مدار معادل سری خازن ساده برای فرکانس‌های بالاتر (بالا)؛ نمودار برداری با راکتانس‌های الکتریکی X_{ESL} و X_{C} و مقاومت ESR و برای نمایش امپدانس Z و ضریب اتلاف تانژانت δ

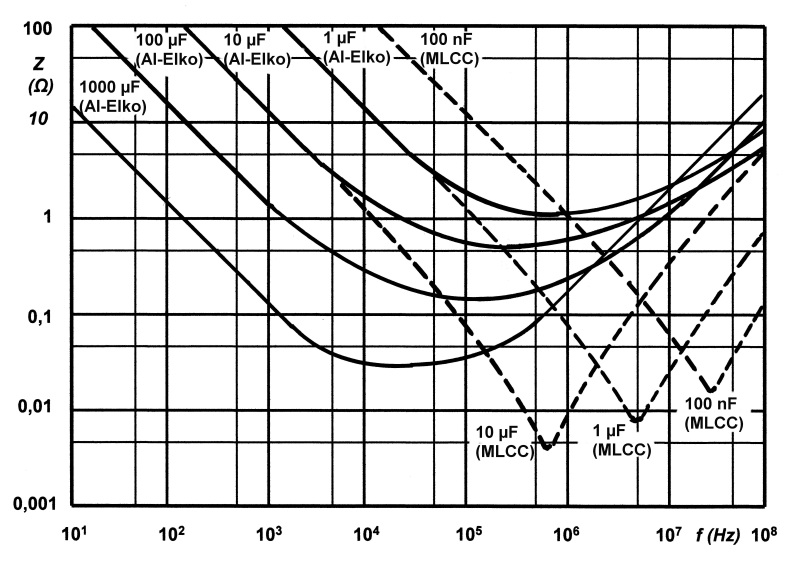
منحنی‌های امپدانس نمونه برای مقادیر مختلف خازن در فرکانس که شکل معمولی را با مقادیر امپدانس کاهشی زیر تشدید و افزایش مقادیر بالاتر از تشدید نشان می‌دهد. هر چه ظرفیت خازنی بیشتر باشد تشدید کمتر است.

### تلفات اهمی، ESR، ضریب اتلاف و ضریب کیفیت
تلفات مجموع در خازنهای گسسته تلفات اهمی AC است. تلفات DC به عنوان " جریان نشت " یا "مقاومت عایق‌ساز" مشخص شده و برای مشخصات AC قابل چشم پوشی است. تلفات AC غیرخطی است، احتمالاً به فرکانس، دما، طول‌عمر یا رطوبت بستگی دارد. تلفات ناشی از دو شرط فیزیکی است:
- تلفات خط از جمله مقاومت‌های خط تغذیه داخلی، مقاومت تماسی تماس الکترود، مقاومت خط الکترودها، و در خازن‌های الکترولیتی آلومینیومی «تر» و به ویژه ابرخازن‌ها، رسانایی محدود الکترولیت‌های مایع و
- تلفات دی الکتریک ناشی از قطبش دی الکتریک

اگر اندوکتانس {\displaystyle ESL} کوچک باشد، ضریب اتلاف را می‌توان به صورت تقریبی تخمین زد:
{\displaystyle \tan \delta =ESR\cdot \omega C}
خازن‌های با تلفات بسیار کم، مانند خازن‌های سرامیکی کلاس ۱ و ۲، تلفات مقاومتی را با ضریب کیفیت (Q) مشخص می‌کنند. خازن‌های سرامیکی کلاس ۱ مخصوصاً برای مدارهای تشدید ال سی با فرکانس تا محدوده گیگاهرتز و فیلترهای بالا و پایین گذر دقیق مناسب هستند. برای یک سیستم تشدیدی الکتریکی، Q نشان دهنده اثر مقاومت الکتریکی است و پهنای‌باند تشدیدگر را مشخص می‌کند. {\displaystyle B} نسبت به مرکز یا فرکانس تشدید آن {\displaystyle f_{0}} . Q به عنوان مقدار متقابل ضریب اتلاف تعریف می‌شود.
{\displaystyle Q={\frac {1}{\tan \delta }}={\frac {f_{0}}{B}}\ }
مقدار Q بالا برای مدارهای تشدید نشان دهنده کیفیت تشدید است.

### محدودکردن جریان بارها
یک خازن می‌تواند به عنوان یک مقاومت AC عمل کند، ولتاژ AC و جریان AC را بین دو نقطه اتصال دهد. هر جریان جاری متناوب از طریق خازن باعث تولید گرما در داخل بدنه خازن می‌شود. این اتلاف توان پراکنش {\displaystyle P} بوسیله {\displaystyle ESR} و مقدار مربع جریان مؤثر{\displaystyle I} (RMS) است
{\displaystyle P=I^{2}\cdot ESR}
با ضریب اتلاف می‌توان همین افت توان را نوشت {\displaystyle \tan \delta } مانند
{\displaystyle P={\frac {U^{2}\cdot \tan \delta }{2\pi f\cdot C}}}

#### جریانتموج
یک «جریان تموج» مقدار RMS یک جریان متناوب AC با هر فرکانس و هر شکل موجی از منحنی جریان برای عملکرد مداوم در دمای مشخص است. این عمدتاً در منابع تغذیه (از جمله منابع تغذیه با حالت سوئیچ‌شونده) پس از اصلاح ولتاژ AC ایجاد می‌شود و به‌عنوان جریان شارژ و تخلیه از طریق خازن واتزویج یا صافی جریان می‌یابد. «جریان تموج نامی» نباید از افزایش دما ۳، ۵ یا ۱۰ درجه سانتیگراد تجاوزکند، بسته به نوع خازن، در حداکثر دمای محیط تعیین شده.

#### جریان پالس
بار پالس نامی برای یک خازن خاص توسط ولتاژ نامی، فرکانس تکرارش پالس، محدوده دما و زمان افزایش پالس محدود می‌شود. «زمان فراز پالس» {\displaystyle dv/dt} ، نشان دهنده تندترین گرادیان ولتاژ پالس (زمان فراز یا فرود) است و برحسب ولت بر میکروثانیه (V/μs) بیان می‌شود.
{\displaystyle I_{p}=C\cdot dv/dt}
که: {\displaystyle I_{p}} در آمپر است. {\displaystyle C} در میکروفاراد؛ {\displaystyle dv/dt} در V/µs

### مقاومت عایق‌بندی و ثابت خود تخلیه
مقاومت دی الکتریک محدود است، که منجر به سطحی از "جریان نشتی" DC می‌شود که باعث می‌شود خازن شارژشده به مرور زمان شارژ خود را از دست بدهد. برای خازن‌های سرامیکی و فیلمی، این مقاومت "مقاومت عایق‌بندی Rins " نامیده می‌شود. این مقاومت با مقاومت Rins به موازات خازن در مدار معادل سری خازن‌ها نشان داده می‌شود. مقاومت عایق را نباید با عایق‌بندی بیرونی قطعه نسبت به محیط اشتباه گرفت.
با ولتاژ DC ذخیره شده {\displaystyle U_{0}} و ثابت خودتخلیه
{\displaystyle \tau _{\mathrm {s} }=R_{\mathrm {ins} }\cdot C}
بنابراین، پس از {\displaystyle \tau _{\mathrm {s} }\,} ولتاژ {\displaystyle U_{0}} به ۳۷ درصد از مقدار اولیه کاهش می‌یابد.

### جریان نشتی

رفتار نشت کلی خازن‌های الکترولیتی: جریان نشتی به عنوان تابعی از زمان بسته به نوع الکترولیت
سبز: پلیمر
آبی: آلی

برای خازن‌های الکترولیتی مقاومت عایق‌بندی دی الکتریک «جریان نشتی» نامیده می‌شود. این جریان DC با مقاومت Rleak به موازات خازن در مدار معادل سری خازن‌های الکترولیتی نشان داده می‌شود. این مقاومت بین پایانه‌های یک خازن نیز محدود است. Rleak برای الکترولیتی‌ها نسبت به خازن‌های سرامیکی یا فیلمی کمتر است.

### میکروفونی
همه مواد فروالکتریک پیزوالکتریک اثر پیزوالکتریک را نشان می‌دهند. از آنجایی که خازن‌های سرامیکی کلاس ۲ از دی الکتریک سرامیک فروالکتریک استفاده می‌کنند، این نوع خازن‌ها ممکن است اثرات الکتریکی به نام میکروفونی داشته باشند. میکروفونی (میکروفونیک) توضیح می‌دهد که چگونه اجزای الکترونیکی ارتعاشات مکانیکی را به یک سیگنال الکتریکی نامطلوب (نویز) تبدیل می‌کنند.

### جذبش دی‌الکتریک (خیساندن)
جذبش دی الکتریک زمانی اتفاق می‌افتد که یک خازن که برای مدت طولانی شارژ باقی مانده‌است، تنها درصورت تخلیه کوتاه مدت، به‌طور ناقص تخلیه می‌شود. اگرچه یک خازن ایده‌آل پس از تخلیه به صفر ولت می‌رسد، خازن‌های واقعی ولتاژ کمی را از تخلیه دوقطبی با تأخیر زمانی ایجاد می‌کنند، پدیده‌ای که به آن واهلش دی الکتریک، «خیساندن» یا «کنش باتری» نیز می‌گویند.

### تراکم انرژی
مقدار خازن به ماده دی الکتریک (ε)، سطح الکترودها (A) و فاصله (d) جداسازی الکترودها بستگی دارد و با فرمول یک خازن صفحه ای به دست می‌آید:
{\displaystyle C\approx {\frac {\varepsilon A}{d}}}
جداسازی الکترودها و مقاومی ولتاژ ماده دی الکتریک، ولتاژ شکست خازن را مشخص می‌کند. ولتاژ شکست متناسب با ضخامت دی الکتریک است.
از آنجایی که چگالی انرژی ذخیره شده در خازن به صورت زیر بدست می‌آید:
{\displaystyle E_{\mathrm {stored} }={\frac {1}{2}}CV^{2},}
بنابراین، یک خازن با ضخامت دی الکتریک به نصف خازن دیگر، ۴ برابر ظرفیت خازنی بالاتری دارد اما ½ ولتاژ مقاوم است، که حداکثر چگالی انرژی را به دست می‌دهد.

### رفتار طولانی مدت، فرسوده‌سازی
پارامترهای الکتریکی خازن‌ها ممکن است در طول زمان در طول ذخیره‌سازی و استفاده تغییرکنند. دلایل تغییر پارامترها متفاوت است، ممکن است ویژگی دی الکتریک، تأثیرات محیطی، فرآیندهای شیمیایی یا اثرات خشک‌شدن مواد غیرجامد باشد.

#### فرسوده‌سازی

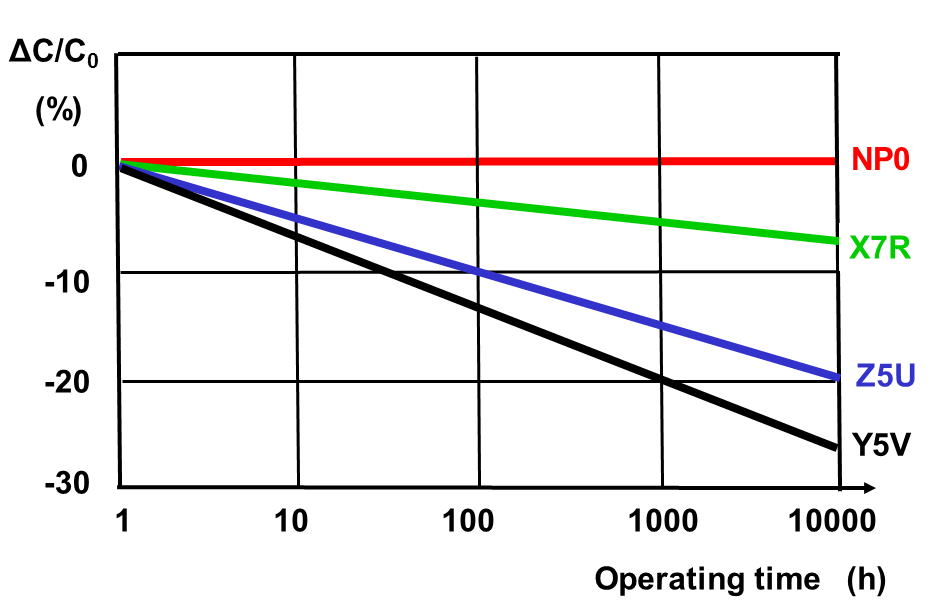
فرسوده‌سازی خازن‌های سرامیکی کلاس ۲ مختلف درمقایسه با خازن‌های سرامیکی NP0-کلاس ۱

در خازن‌های سرامیکی کلاس ۲ فروالکتریک، ظرفیت خازن با گذشت زمان کاهش می‌یابد. به این رفتار «فرسوده‌سازی» می‌گویند. این فرسایش در دی‌الکتریک‌های فروالکتریک اتفاق می‌افتد، جایی که حوزه‌های قطبش در دی‌الکتریک به قطبش کل کمک می‌کنند. تخریب حوزه‌های قطبیده در دی‌الکتریک باعث کاهش گذردهی و بنابراین ظرفیت خازنی در طول زمان می‌شود.

#### طول عمر

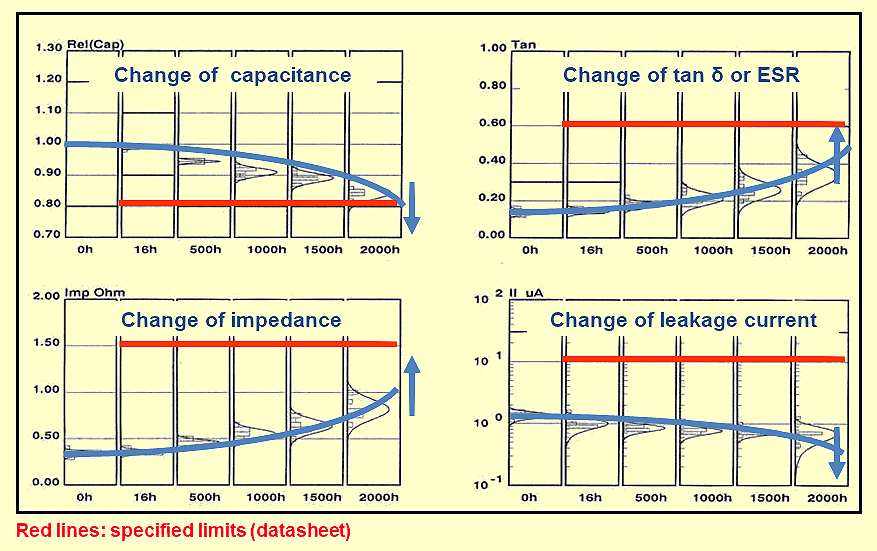
مقادیر الکتریکی خازن‌های الکترولیتی با الکترولیت غیرجامد در طول زمان به دلیل تبخیر الکترولیت تغییر می‌کند. با رسیدن به محدودیت‌های مشخص شده پارامترها، خازن‌ها به‌عنوان «خرابی فرسوده» محسوب می‌شوند.

خازن‌های الکترولیتی با سن الکترولیت غیرجامد به‌صورت تبخیر الکترولیت. این تبخیر به دما و بار جریانی که خازن‌ها تجربه می‌کنند بستگی دارد. فرار الکترولیت بر ظرفیت خازنی و ESR تأثیر می‌گذارد. ظرفیت ظرفیت کاهش می‌یابد و ESR با گذشت زمان افزایش می‌یابد. برخلاف خازن‌های سرامیکی، فیلم و الکترولیتی با الکترولیت‌های جامد، خازن‌های الکترولیتی «مرطوب» به «پایان عمر» مشخصی می‌رسند و به حداکثر تغییر ظرفیت خازنی یا ESR می‌رسند. پایان عمر، «عمر بار» یا «طول‌عمر» را می‌توان با فرمول یا نمودار یا تقریباً با یک به اصطلاح قانون-درجه-۱۰ تخمین زد. یک مشخصات معمولی برای یک خازن الکترولیتی، طول عمر ۲۰۰۰ ساعت در ۸۵ درجه سانتیگراد، را بیان می‌کند. به ازای هر ۱۰ درجه دمای پایین‌تر، دو برابر می‌شود و در دمای اتاق به طول عمر تقریباً ۱۵ سال می‌رسد.

### نرخ خرابی

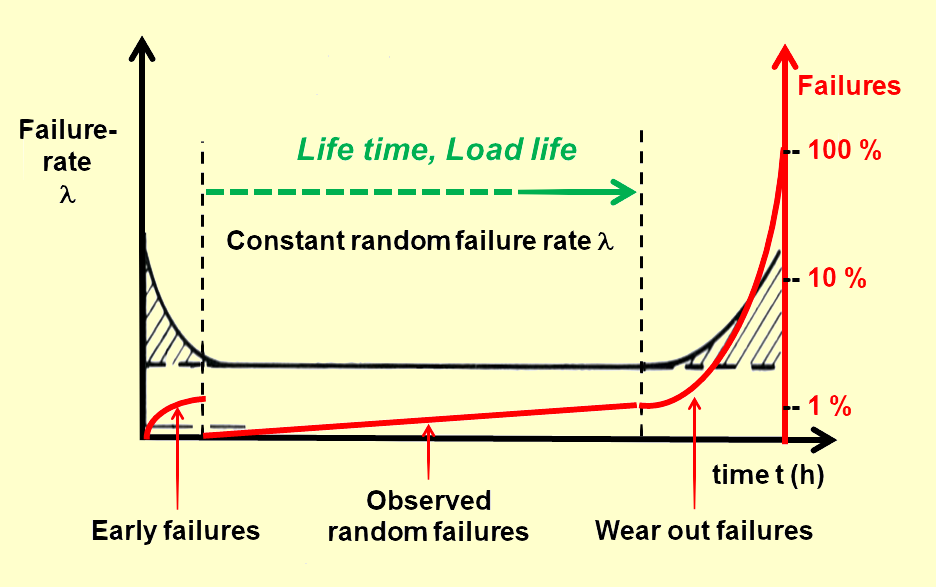
طول عمر (عمر بار) خازن‌ها با زمان نرخ خرابی تصادفی ثابت نشان داده شده در منحنی شکست مطابقت دارد. برای خازن‌های الکترولیتی با الکترولیت غیرجامد و ابرخازن‌ها این زمان با شروع خرابی‌های فرسودگی ناشی از تبخیر الکترولیت به پایان می‌رسد.

خازن‌ها اجزای قابل اعتماد با نرخ خرابی پایین هستند که در شرایط عادی به طول عمر چندین دهه می‌رسند. اکثر خازن‌ها در پایان تولید آزمایشی مشابه «سوزاندن آزمایشی» را پشت سر می‌گذارند، به طوری که خرابی‌های اولیه در حین تولید پیدا می‌شود و تعداد خرابی‌های پس از حمل و نقل کاهش می‌یابد.

### نمادهای خازن
الگو:Float begin
|- style="text-align:center;"
|
| 
|
|- style="text-align:center;"
|
| 
|
|- style="text-align:center;"
|
|- style="text-align:center;"
| 
| 
| 
| 
| 
| 
|- style="text-align:center;"
| Capacitor
| Polarized
capacitor
Electrolytic
capacitor
| Bipolar
electrolytic
capacitor
| Feed
through
capacitor
| Trimmer
capacitor
| Variable
capacitor
الگو:Float end

### علامت گذاری قطبیت

Polarity marking
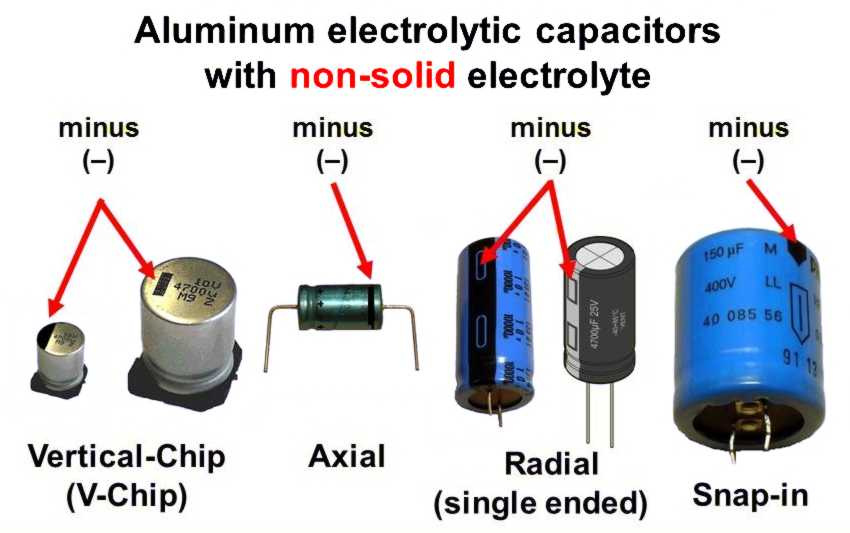
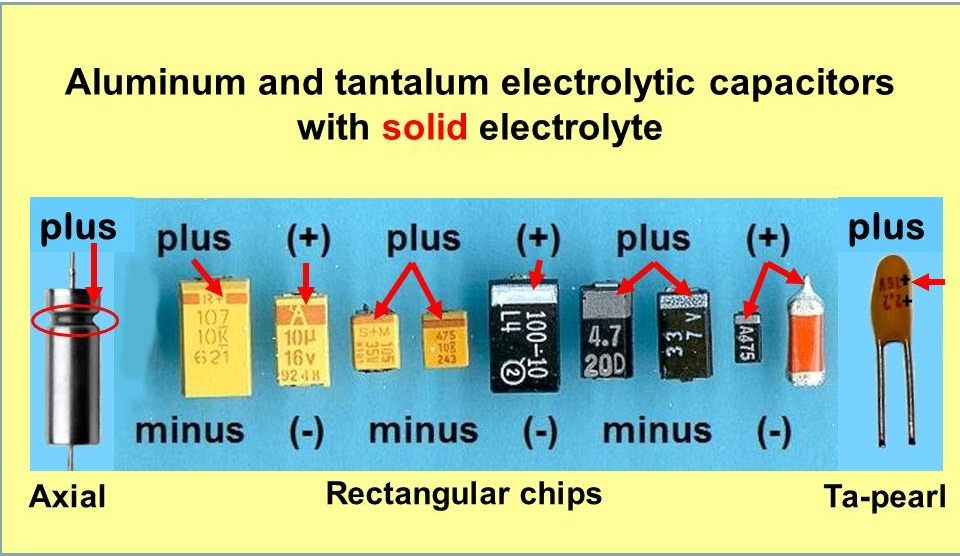

- Rectangular polymer capacitors, tantalum as well as aluminum, have a polarity marking at the anode (plus) side
- Cylindrical polymer capacitors have a polarity marking at the cathode (minus) side
- Supercapacitors are marked at the cathode (minus) side